# Liste der denkmalgeschützten Objekte in Wien/Innere Stadt/A–D
Die Liste der denkmalgeschützten Objekte in Wien/Innere Stadt enthält die 798 denkmalgeschützten unbeweglichen Objekte des 1. Wiener Gemeindebezirks Innere Stadt.

## Denkmäler
| Foto |                 | Denkmal | Standort                                            | Beschreibung | Metadaten |
| ---- | --------------- | --- | --------------------------------------------------- | --- | --- |
| ja   | Datei hochladen | Wohn- und Geschäftshaus HERIS-ID: 32255 Objekt-ID: 29328                                                                                   | Akademiestraße 1a Standort KG: Innere Stadt         | Das historistische Eckhaus wurde 1881 nach Plänen von Ludwig Tischler errichtet. Das Gebäude im Stil der Wiener Neorenaissance ist ein Sichtziegelbau. | BDA-Hist.: Q37947077 Status: Bescheid Stand der BDA-Liste: 2025-06-30 Name: Wohn- und Geschäftshaus GstNr.: 1692/1 Akademiestraße 1a, Vienna |
| ja   | Datei hochladen | Wohn- und Geschäftshaus; Moulin Rouge HERIS-ID: 30838 Objekt-ID: 27627                                                                     | Akademiestraße 2a Standort KG: Innere Stadt         | Der historistische Sichtziegelbau wurde 1884 nach Plänen von Ludwig Tischler errichtet. Der als Etablissement genutzte anschließende Pavillon beherbergte 1952–2012 das Moulin Rouge. | BDA-Hist.: Q37938164 Status: Bescheid Stand der BDA-Liste: 2025-06-30 Name: Wohn- und Geschäftshaus; Moulin Rouge GstNr.: 1833/2, 1053/4, 1691/2 Akademiestraße 2a, Vienna |
| ja   | Datei hochladen | Handelsakademie I der Wiener Kaufmannschaft HERIS-ID: 47379 Objekt-ID: 50410                                                               | Akademiestraße 12 Standort KG: Innere Stadt         | Das 1860–1862 nach Plänen von Ferdinand Fellner d. Ä. entworfene Gebäude wurde als erstes öffentliches Gebäude der Ringstraßenzone fertiggestellt. Als das in den Formen des Romantischen Historismus gestaltete dreigeschoßige Bauwerk 1909 um ein viertes Dachgeschoß aufgestockt wurde, blieb die ursprüngliche Dachbekrönung teilweise erhalten. Das Portal ist flankiert von Statuen von Christoph Kolumbus (symbolisierend die Seefahrt) und Adam Smith (Handel). | BDA-Hist.: Q38026732 Status: Bescheid Stand der BDA-Liste: 2025-06-30 Name: Handelsakademie I der Wiener Kaufmannschaft GstNr.: 1249 Handelsakademie I |
| ja   | Datei hochladen | Albrechtsbrunnen, Danubiusbrunnen HERIS-ID: 23759 Objekt-ID: 20122 Wien Kulturgut: 47972                                                   | Albertinaplatz Standort KG: Innere Stadt            | Die monumentale Brunnenanlage wurde als Umbauung der Albrechtsrampe 1864–1869 nach Plänen von Moritz von Löhr errichtet, die Brunnenfiguren stammen von Johann Meixner und stellen in der Mitte Allegorien der Donau und der Vindobona dar, gefolgt von den großen Figuren der Save und Theiß und der kleineren Allegorien von Mur, Salzach, March, Raab, Enns und Traun. | BDA-Hist.: Q1689154 Status: Bescheid Stand der BDA-Liste: 2025-06-30 Name: Albrechtsbrunnen, Danubiusbrunnen GstNr.: 1688/1, 10 Albrechtsbrunnen |
| ja   | Datei hochladen | Archäologische Fundstellen – Wien I HERIS-ID: 75898 Objekt-ID: 89409                                                                       | Albertinaplatz Standort KG: Innere Stadt            | Das Objekt umfasst römische und mittelalterliche Funde und Fundhoffnungsgebiete, insbesondere auch im Bereich des Grabens | BDA-Hist.: Q38141132 Status: § 2a Stand der BDA-Liste: 2025-06-30 Name: Archäologische Fundstellen – Wien I GstNr.: 1540, 1553, 1688/1, 10, 1560/23, 1560/25, 1586/1, 1598/2, 790/77, 1214, 1566/1, 1568/1, 1572/1, 1586/2, 1586/4, 1586/5, 1586/6, 1586/7, 1586/8, 1586/9, 1619, 1633/1, 1646, 1655, 1660/1, 1665, 1667, 1674/2, 1684/2, 1684/3, 1684/4, 1684/5, 1684/6, 1709, 1711, 1744/22, 1771/1, 1771/2, 1822, 1684/1, 1536/7, 1536/8 (Baurecht EZ 2102), 256 |
| ja   | Datei hochladen | Erzherzog Albrecht-Denkmal auf der Albrechtsrampe HERIS-ID: 23762 Objekt-ID: 20125 Wien Kulturgut: 47961                                   | Augustinerstraße 1 Standort KG: Innere Stadt        | Das Reiterstandbild des Erzherzogs Albrecht von Österreich-Teschen wurde von Caspar von Zumbusch geschaffen und 1899 (zum 90. Jahrestag der Schlacht bei Aspern) enthüllt. Der Marmorsockel ist ein Werk des Architekten Karl König. | BDA-Hist.: Q37878660 Status: Bescheid Stand der BDA-Liste: 2025-06-30 Name: Erzherzog Albrecht-Denkmal auf der Albrechtsrampe GstNr.: 1688/1 Archduke Albrecht monument, Vienna |
| ja   | Datei hochladen | Hannakenbrunnen HERIS-ID: 24530 Objekt-ID: 20928 Wien Kulturgut: 58788                                                                     | Am Gestade Standort KG: Innere Stadt                | Der Hannakenbrunnen wurde 1937 von Rudolf Schmidt geschaffen. Über dem Brunnenbecken befindet sich eine Figurengruppe, die eine Szene aus einer Sage darstellt. | BDA-Hist.: Q1575799 Status: § 2a Stand der BDA-Liste: 2025-06-30 Name: Hannakenbrunnen GstNr.: 1624 Hannakenbrunnen |
| ja   | Datei hochladen | Bürgerhaus HERIS-ID: 25596 Objekt-ID: 22031                                                                                                | Am Gestade 1 Standort KG: Innere Stadt              | Das ursprünglich aus dem 1. Viertel des 17. Jahrhunderts stammende Gebäude erhielt 1823 eine neue Fassade und wurde 1963 entkernt, die Fassade wurde historisierend erneuert. | BDA-Hist.: Q37895076 Status: Bescheid Stand der BDA-Liste: 2025-06-30 Name: Bürgerhaus GstNr.: 435 Am Gestade 1, Vienna |
| ja   | Datei hochladen | Bürgerhaus HERIS-ID: 25597 Objekt-ID: 22032                                                                                                | Am Gestade 3 Standort KG: Innere Stadt              | Das bemerkenswerte Renaissance-Bürgerhaus aus der 2. Hälfte des 16. Jahrhunderts wurde 1973 teilweise verändert. | BDA-Hist.: Q37895092 Status: Bescheid Stand der BDA-Liste: 2025-06-30 Name: Bürgerhaus GstNr.: 447 Am Gestade 3 |
| ja   | Datei hochladen | Bürgerhaus HERIS-ID: 25598 Objekt-ID: 22033                                                                                                | Am Gestade 5 Standort KG: Innere Stadt              | Das Renaissance-Bürgerhaus aus der 1. Hälfte des 16. Jahrhunderts wurde bei einer Totalsanierung innen und außen teilweise verändert. | BDA-Hist.: Q37895108 Status: Bescheid Stand der BDA-Liste: 2025-06-30 Name: Bürgerhaus GstNr.: 446 Am Gestade 5 |
| ja   | Datei hochladen | Bürgerhaus, polnisches Kulturinstitut HERIS-ID: 25599 Objekt-ID: 22034                                                                     | Am Gestade 7 Standort KG: Innere Stadt              | Das frühneuzeitliche Bürgerhaus wurde im Barock und 1803 verändert. An der Fassade befindet sich eine barocke Steinstatue der Maria Immaculata aus dem 1. Viertel des 18. Jahrhunderts, rückwärtig im Innenhof sind Reste der babenbergerzeitlichen Stadtmauer erhalten. Es beherbergt heute die Wiener Niederlassung des Polnischen Instituts. | BDA-Hist.: Q37895123 Status: Bescheid Stand der BDA-Liste: 2025-06-30 Name: Bürgerhaus, polnisches Kulturinstitut GstNr.: 444 Am Gestade 7, Vienna |
| ja   | Datei hochladen | Mariensäule am Hof HERIS-ID: 24540 Objekt-ID: 20940 Wien Kulturgut: 48152                                                                  | Am Hof Standort KG: Innere Stadt                    | Die Mariensäule in der Mitte des Platzes wurde 1645 von Kaiser Ferdinand III. zum Dank für die Rettung Wiens vor der Schwedengefahr gestiftet. Carlo Martino Carlone und Carlo Canevale schufen 1667 die Säule auf quadratischem Sockel, an dessen Ecken vier Putti, die gegen Drachen, Löwen, Schlange und Basilisken kämpfen zu sehen sind. Auf der Spitze der Säule befindet sich die Bronzefigur der Maria Immaculata. | BDA-Hist.: Q1897966 Status: Bescheid Stand der BDA-Liste: 2025-06-30 Name: Mariensäule am Hof GstNr.: 1598/1 Mariensäule am Hof |
| ja   | Datei hochladen | Kirche am Hof, Zu den neun Chören der Engel, mit ehemaligem Profeßhaus HERIS-ID: 56723 Objekt-ID: 66273                                    | Am Hof 1 Standort KG: Innere Stadt                  | Die gotische Hallenkirche wurde 1386–1403 anstelle einer romanischen Hofkapelle errichtet. Carlo Antonio Carlone schuf 1662 die barocke Fassade mit Altane, von der Papst Pius VI. 1782 den Ostersegen spendete. | BDA-Hist.: Q875419 Status: § 2a Stand der BDA-Liste: 2025-06-30 Name: Kirche Am Hof, Zu den neun Chören der Engel, mit ehem. Profeßhaus GstNr.: 364, 367, 368, 371/1, 371/2, 371/3 Kirche am Hof |
| ja   | Datei hochladen | Ehem. Länderbank, urspr. nö. Escompte-Gesellschaft HERIS-ID: 47449 Objekt-ID: 50520                                                        | Am Hof 2 Standort KG: Innere Stadt                  | Das 1913–1915 für die Niederösterreichische Escompte-Gesellschaft errichtete Gebäude kam 1938 in den Besitz der Länderbank und 1991 in den der Bank Austria. Die Pläne stammen von Ernst Gotthilf und Alexander Neumann. Das Bankgebäude wurde im neoklassizistischen Stil errichtet und 2011 bei einem Brand beschädigt. | BDA-Hist.: Q64912491 Status: Bescheid Stand der BDA-Liste: 2025-06-30 Name: Ehem. Länderbank, urspr. nö. Escompte-Gesellschaft GstNr.: 372 Niederösterreichische Escompte-Gesellschaft Building |
| ja   | Datei hochladen | Wohnhaus Zum Hahnenbeiss mit Ausstattung des Geschäftes Ostermann und des Tabakladens HERIS-ID: 75961 Objekt-ID: 89493                     | Am Hof 5 Standort KG: Innere Stadt                  | Das spätklassizistische Wohnhaus wurde 1818–1820 von Ernest Koch anstelle zweier Vorgängerbauten aus dem 17. Jahrhundert errichtet. | BDA-Hist.: Q38141803 Status: Bescheid Stand der BDA-Liste: 2025-06-30 Name: Wohnhaus Zum Hahnenbeiss mit Ausstattung des Geschäftes Ostermann und des Tabakladens GstNr.: 315 Zum Hahnenbeiss, Vienna |
| ja   | Datei hochladen | Märkleinsches Haus, Wiener Feuerwehrmuseum HERIS-ID: 47440 Objekt-ID: 50508                                                                | Am Hof 7 Standort KG: Innere Stadt                  | Das barocke Gebäude wurde 1727–1730 nach einem Entwurf von Johann Lucas von Hildebrandt von Leopold Giessl für Christof von Märklein errichtet. An der Fassade befindet sich eine Gedenktafel für Bürgermeister Johann Andreas von Liebenberg, der im Vorgängerbau lebte. 1935 kam das Haus in den Besitz der Wiener Feuerwehr, die Adaptierungen vornahm. Heute befindet sich das Wiener Feuerwehrmuseum im Gebäude. | BDA-Hist.: Q38027063 Status: § 2a Stand der BDA-Liste: 2025-06-30 Name: Märkleinsches Haus, Wiener Feuerwehrmuseum GstNr.: 318 Märkleinsches Haus |
| ja   | Datei hochladen | Sog. Schmales Haus HERIS-ID: 40546 Objekt-ID: 40505                                                                                        | Am Hof 8 Standort KG: Innere Stadt                  | Das Renaissance-Bürgerhaus stammt aus der Zeit vor 1566 und wurde vom kaiserlichen Herold Wilhelm von Pellenstraß errichtet. Vor 1639 erfolgte eine Aufstockung. Bemerkenswert sind vor allem das Erdgeschoß und der dreigeschoßige Keller aus der Bauzeit. Hier befindet sich das einzige in Wien erhaltene Beispiel einer Turmtreppe. | BDA-Hist.: Q37995259 Status: Bescheid Stand der BDA-Liste: 2025-06-30 Name: Sog. Schmales Haus GstNr.: 319 Schmales Haus, Vienna |
| ja   | Datei hochladen | Zentralfeuerwache, ehem. Unterkammeramtsgebäude HERIS-ID: 57885 Objekt-ID: 68221                                                           | Am Hof 9-10 Standort KG: Innere Stadt               | An der Stelle des heutigen Hauses wurde 1686 die Wiener Feuerwehr gegründet, die älteste Berufsfeuerwehr der Welt. Das ehemalige Unterkammeramtsgebäude (zuständig für das Löschwesen) wurde 1944/45 durch Bomben zerstört. An seiner Stelle errichtete Erich Franz Leischner 1953–1955 die heutige Zentralfeuerwache. An ihrer Fassade befindet sich eine Engelsfigur aus dem Jahr 1748 und eine Gedenktafel von 1986, die an die Gründung der Feuerwehr erinnert. Unter dem Gebäude ist ein barocker Keller mit römischen Bauresten erhalten. | BDA-Hist.: Q38079205 Status: § 2a Stand der BDA-Liste: 2025-06-30 Name: Zentralfeuerwache, ehem. Unterkammeramtsgebäude GstNr.: 329/1, 329/2, 329/3 Zentralfeuerwache Am Hof |
| ja   | Datei hochladen | Ehem. Bürgerliches Zeughaus, Feuerwehrzentrale HERIS-ID: 47439 Objekt-ID: 50507                                                            | Am Hof 9-10 Standort KG: Innere Stadt               | Das Gebäude wurde im 16. Jahrhundert in mehreren Etappen als Zeughaus im Renaissance-Stil errichtet. 1731–1732 blendete Anton Ospel die barocke Hauptfassade vor. Seit 1884 hat die Feuerwehrzentrale hier ihren Sitz. Die Figurengruppe der die Weltkugel tragenden Statuen der Beharrlichkeit und Stärke sowie der 1945 zerstörte und 1949/50 kopierte Bellona-Brunnen im Innenhof stammen von Lorenzo Mattielli. | BDA-Hist.: Q1021197 Status: § 2a Stand der BDA-Liste: 2025-06-30 Name: Ehem. Bürgerliches Zeughaus, Feuerwehrzentrale GstNr.: 329/1 Bürgerliches Zeughaus, Vienna |
| ja   | Datei hochladen | Urbanihaus und Urbanikeller HERIS-ID: 32939 Objekt-ID: 30185                                                                               | Am Hof 12 Standort KG: Innere Stadt                 | Das Urbanihaus wurde 1630–1639 erbaut und erhielt 1716–1718 seine Fassade aus dem Umkreis von Johann Lucas von Hildebrandt. Der Urbanikeller wurde 1906 von Humbert Walcher von Molthein gestaltet, indem er die bedeutende spätmittelalterliche Kelleranlage einbezog, sodass der Eindruck einer mittelalterlichen Taverne entstand. Entwürfe für die Ausstattung des Urbanikellers stammen auch von Fritz von Herzmanovsky-Orlando. | BDA-Hist.: Q37949938 Status: Bescheid Stand der BDA-Liste: 2025-06-30 Name: Urbanihaus und Urbanikeller GstNr.: 361 Urbanihaus, Vienna |
| ja   | Datei hochladen | Wohn- und Geschäftshaus HERIS-ID: 25600 Objekt-ID: 22035                                                                                   | An der Hülben 1 Standort KG: Innere Stadt           | Das späthistoristische Wohn- und Geschäftshaus wurde 1909 von Carl Steinhofer im neobarocken Stil errichtet. | BDA-Hist.: Q37895141 Status: § 2a Stand der BDA-Liste: 2025-06-30 Name: Wohn- und Geschäftshaus GstNr.: 1721/2 |
| ja   | Datei hochladen | Wohn- und Geschäftshaus HERIS-ID: 25601 Objekt-ID: 22036                                                                                   | An der Hülben 4 Standort KG: Innere Stadt           | Das Wohn- und Geschäftshaus wurde 1911 nach Plänen von August Fondi im spätsecessionistischen Stil errichtet. | BDA-Hist.: Q37895157 Status: § 2a Stand der BDA-Liste: 2025-06-30 Name: Wohn- und Geschäftshaus GstNr.: 880 |
| ja   | Datei hochladen | Wohn- und Geschäftshaus HERIS-ID: 4488 Objekt-ID: 333                                                                                      | An der Hülben 6 Standort KG: Innere Stadt           | Das Wohn- und Geschäftshaus wurde 1860 von Ferdinand Fellner im frühhistoristischen Stil erbaut. | BDA-Hist.: Q37960545 Status: Bescheid Stand der BDA-Liste: 2025-06-30 Name: Wohn- und Geschäftshaus GstNr.: 877 |
| ja   | Datei hochladen | Restaurations- und Wohngebäude, Annahof HERIS-ID: 30863 Objekt-ID: 27666                                                                   | Annagasse 3-3A Standort KG: Innere Stadt            | Der ehemalige St. Annahof wurde 1894 nach Plänen von Ferdinand Fellner und Hermann Helmer errichtet. Das späthistoristische Gebäude mit Elementen aus Gotik und Renaissance war als Wohnhaus und Etablissement für Vergnügungs- und Nachtlokale konzipiert. Am Gebäude befindet sich eine Gedenktafel für den Fußballer Matthias Sindelar, der hier 1939 starb. | BDA-Hist.: Q2317177 Status: Bescheid Stand der BDA-Liste: 2025-06-30 Name: Restaurations- und Wohngebäude, Annahof GstNr.: 1003/4 St. Annahof, Vienna |
| ja   | Datei hochladen | Klosterkirche hl. Anna mit Oblatenkloster HERIS-ID: 47355 Objekt-ID: 50330                                                                 | Annagasse 3b Standort KG: Innere Stadt              | Anstelle einer spätgotischen Kirche entstand 1629–1633 die frühbarocke Jesuitenkirche, die im 18. Jahrhundert neu ausgestattet wurde. Besonders hervorzuheben sind die Deckenfresken und das Hochaltarbild von Daniel Gran. Eine Statue der Anna selbdritt wird Veit Stoß zugeschrieben. | BDA-Hist.: Q564242 Status: § 2a Stand der BDA-Liste: 2025-06-30 Name: Klosterkirche hl. Anna mit Oblatenkloster GstNr.: 1004, 1003/2 St. Anne's Church, Vienna |
| ja   | Datei hochladen | Ehem. Kremsmünsterhof HERIS-ID: 30867 Objekt-ID: 27681                                                                                     | Annagasse 4 Standort KG: Innere Stadt               | Das Gebäude stammt aus der Zeit um 1600, seine Fassade von 1660–1680. Von 1675 bis 1976 war es der Stadthof von Stift Kremsmünster. | BDA-Hist.: Q37938433 Status: Bescheid Stand der BDA-Liste: 2025-06-30 Name: Ehem. Kremsmünstererhof GstNr.: 1040 Kremsmünsterhof, Vienna |
| ja   | Datei hochladen | Ehem. Kleinmariazeller Hof (später Hofkammerarchiv) HERIS-ID: 30873 Objekt-ID: 27689                                                       | Annagasse 5 Standort KG: Innere Stadt               | Der Kleinmariazellerhof entstand im 15. Jahrhundert aus zwei Gebäuden, die 1482 in den Besitz des Klosters Klein-Mariazell gelangten. 1768 gestaltete Daniel Christoph Dietrich den Trakt in der Annagasse im barockklassizistischen Stil neu. Hier waren 1825–1871 die Architekturschule der Akademie der bildenden Künste und bis 1982 der Rechnungshof untergebracht. | BDA-Hist.: Q37938491 Status: Bescheid Stand der BDA-Liste: 2025-06-30 Name: Ehem. Kleinmariazeller Hof (später Hofkammerarchiv) GstNr.: 1005/1 Kleinmariazeller Hof |
| ja   | Datei hochladen | Herzogenburgerhof HERIS-ID: 30869 Objekt-ID: 27684                                                                                         | Annagasse 6 Standort KG: Innere Stadt               | Der viergeschoßige, zwei Höfe umschließende Bau stammt im Kern aus 1600 bzw. dem Anfang des 17. Jahrhunderts. Die Fassade erhielt 1699–1702 durch Christian Alexander Oedtl ihre jetzige Gestaltung mit gequaderter Sockelzone und darüber vertikaler Gliederung durch Eckpilaster und Fensterachsen, das erste Obergeschoß durch jochbogige Fensterverdachungen und plastisch vortretende Parapetfelder akzentuiert. Über dem Rundbogenportal ist das Wappen des Stiftes Herzogenburg angebracht. | BDA-Hist.: Q37938450 Status: § 2a Stand der BDA-Liste: 2025-06-30 Name: Herzogenburgerhof GstNr.: 1038 Herzogenburgerhof, Vienna |
| ja   | Datei hochladen | Mailbergerhof HERIS-ID: 30876 Objekt-ID: 27693                                                                                             | Annagasse 7 Standort KG: Innere Stadt               | Der drei- bis viergeschoßige Bau stammt aus dem 16. Jahrhundert, die vorgelegte Fassade vom Anfang des 18. Jahrhunderts. Die Fassade ist durch dicht gesetzte vertikal verschränkte Fensterachsen gestaltet, das erste Obergeschoß durch gebänderte Fensterrahmungen und kräftige plastische Segmentbogengiebelverdachungen betont. Oberhalb des Rundbogenportals ist das Wappen des Malteserordens und auf dem Türblatt das Malteserkreuz – Symbole des Besitzers seit 1775 – angebracht. | BDA-Hist.: Q37938523 Status: Bescheid Stand der BDA-Liste: 2025-06-30 Name: Mailbergerhof GstNr.: 1006 Mailbergerhof, Vienna |
| ja   | Datei hochladen | Ehem. Bürgerhaus, Täuber- oder Deyberlhof HERIS-ID: 30870 Objekt-ID: 27686                                                                 | Annagasse 8 Standort KG: Innere Stadt               | Das fünf- bis sechsgeschoßige Gebäude wurde um 1730 durch Leopold Giessl vermutlich nach einem Entwurf von Lucas von Hildebrandt errichtet und danach wiederholt (u. a. 1789 durch Andreas Zach und 1935–1937 durch Hans Petermair) umgebaut. Die Achsen der Seitenrisalitfassade sind vor allem durch senkrechte Gliederungselemente betont; in den beiden Hauptgeschoßen finden sich abwechselnd segmentbogige und dreieckige Fensterverdachungen. Das Korbbogenportal ist von Pilastern eingerahmt und von einem Dreiecksgiebelaufsatz zwischen Vasen abgeschlossen. | BDA-Hist.: Q37938465 Status: Bescheid Stand der BDA-Liste: 2025-06-30 Name: Ehem. Bürgerhaus, Täuber- oder Deyberlhof GstNr.: 1037 Täuberlhof |
| ja   | Datei hochladen | Sog. Nádasdy’sches Haus oder Batthyány’sches Haus HERIS-ID: 30872 Objekt-ID: 27688                                                         | Annagasse 10 Standort KG: Innere Stadt              | Das um zwei Höfe angeordnete vier- bis fünfgeschoßige Gebäude umfasst Bauteile aus dem Mittelalter bzw. der frühen Neuzeit sowie aus dem Barock. Im zweiten Viertel des 19. Jahrhunderts wurde es zu einem Mietwohnhaus adaptiert und erhielt eine neue Fassade mit genuteter Sockelzone, Lisenen und schmalen ornamentalen Relieffeldern, z. T. mit Masken. Das Rechteckportal führt in eine spätmittelalterliche bzw. frühneuzeitliche Durchfahrt. | BDA-Hist.: Q37938477 Status: Bescheid Stand der BDA-Liste: 2025-06-30 Name: Sog. Nádasdy’sches Haus oder Batthyány’sches Haus GstNr.: 1034 |
| ja   | Datei hochladen | Sog. Milosch-Haus HERIS-ID: 30875 Objekt-ID: 27692                                                                                         | Annagasse 12 Standort KG: Innere Stadt              | Das viergeschoßige Haus wurde um 1700 errichtet, während die Fassadengestaltung aus dem zweiten Viertel bzw. der Mitte des 18. Jahrhunderts datiert. Vertikale Gliederungselemente sind die Fensterachsen und Parapetputzfelder, während die horizontale Gliederung durch kräftige, in die Gesimse übergreifende verschränkte Fensterverdachungen in den Hauptgeschoßen erfolgt. Die Mitte ist durch Knick- und Segmentbogenverdachungen auf Voluten betont. Von 1842 bis 1852 wohnte hier Miloš Obrenović. | BDA-Hist.: Q37938508 Status: Bescheid Stand der BDA-Liste: 2025-06-30 Name: Sog. Milosch-Haus GstNr.: 1033 |
| ja   | Datei hochladen | Bürgerhaus Zum Blauen Karpfen/ehemals Zum Dampfschiff HERIS-ID: 30877 Objekt-ID: 27694                                                     | Annagasse 14 Standort KG: Innere Stadt              | Das schmale viergeschoßige Gebäude wurde 1438 urkundlich erwähnt. 1824 wurde es durch Karl Ehmann um ein Geschoß aufgestockt und mit neuer Fassade versehen. Diese ist mit Reliefs des Bildhauers Josef Klieber sowie Fassadenmalerei, einem Amourettenfries über Wandpfeilern sowie einem Hauszeichen in Form eines Reliefs (ein blauer Karpfen) zwischen pilastergerahmten Fenstern unter einem Dreiecksgiebel versehen. | BDA-Hist.: Q37938537 Status: Bescheid Stand der BDA-Liste: 2025-06-30 Name: Bürgerhaus Zum Blauen Karpfen/ehemals Zum Dampfschiff GstNr.: 1032 Zum blauen Karpfen |
| ja   | Datei hochladen | Hotel Römischer Kaiser, ehem. Zur blauen Kugel HERIS-ID: 30878 Objekt-ID: 27695                                                            | Annagasse 16 Standort KG: Innere Stadt              | Das um 1700 entstandene, seit 1907 als Hotel benutzte Gebäude hat eine Fassade mit dicht gesetzten Fensterachsen und reichem Putzdekor in Parapeten und Verdachungen; die Mitte nimmt eine aus Portal, Balkon und Fenstern gebildete Gruppe ein. | BDA-Hist.: Q37938551 Status: Bescheid Stand der BDA-Liste: 2025-06-30 Name: Hotel Römischer Kaiser, ehem. Zur blauen Kugel GstNr.: 1031 Hotel Römischer Kaiser, Vienna |
| ja   | Datei hochladen | Bürgerhaus HERIS-ID: 30879 Objekt-ID: 27696                                                                                                | Annagasse 18 Standort KG: Innere Stadt              | Der sechsgeschoßige Bau wurde um die Mitte bzw. zweite Hälfte des 17. Jahrhunderts errichtet; die Fassadengestaltung stammt aus der Zeit um 1720/30, verwendet dabei aber die Fassade der Errichtungszeit. Die Seitenrisalitfassade zeigt vertikale Achsenbetonung, durchlaufende Putzfelder, abwechslungsreich gestaltete Fensterverdachungen und Putzdekor. Das Korbbogenportal hat noch das originale Türblatt mit Beschlägen. | BDA-Hist.: Q37938565 Status: Bescheid Stand der BDA-Liste: 2025-06-30 Name: Bürgerhaus GstNr.: 1030 Annagasse 18, Vienna |
| ja   | Datei hochladen | Haus der Musik, Erzherzog-Karl-Palais, Palais Ypsilanti HERIS-ID: 30896 Objekt-ID: 27740                                                   | Annagasse 20 Standort KG: Innere Stadt              | Der fünfgeschoßige Eckkomplex entstand um 1707 unter Einbeziehung von Bauteilen aus der zweiten Hälfte des 16. bzw. Anfang des 17. Jahrhunderts. Die von Franz Anton Pilgram geschaffene barocke Straßenfassade ist durch Fenstergruppen rhythmisch gegliedert. Die Obergeschoße über dem zweigeschoßigen gequaderten Sockel sind durch Ortsteine eingefasst; die Fenster im Hauptgeschoß sind durch Putzfaschen gerahmt und mit Knickgiebeln auf Konsolen versehen. Zur Seilerstätte wie auch oberhalb des Portals in der Annagasse sind Gitterbalkone aus dem Jahr 1872 angeordnet. Das Gebäude befindet sich im Besitz der Wiener Philharmoniker, es ist hier das Museum „Haus der Musik“ untergebracht. Anmerkung: Identadresse Seilerstätte 30 | BDA-Hist.: Q1733309 Status: Bescheid Stand der BDA-Liste: 2025-06-30 Name: Haus der Musik, Erzherzog-Karl-Palais, Palais Ypsilanti GstNr.: 1027 Palais Erzherzog Carl |
| ja   | Datei hochladen | Albertina mit Augustinerbastei und Museum, Augustinerturm HERIS-ID: 17478 Objekt-ID: 13757                                                 | Augustinerstraße 1 Standort KG: Innere Stadt        | Das Palais Erzherzog Albrecht, erbaut 1745–1747, wurde wiederholt umgestaltet und erweitert, so etwa 1801–1804 nach Plänen von Louis Montoyer und 1822/23 durch Joseph Kornhäusel. Der mächtige dreigeschoßige (zur Augustinerstraße fünfgeschoßige) Komplex erhebt sich über der Albrechtsrampe, einem nach Schleifung der Stadtbefestigung 1864–1869 erhaltenen Teil der Stadtmauer. Die in mehreren Phasen gewachsene Fassade des Palais vereint Elemente des Spätbarock, des Klassizismus, des Historismus und der Moderne. Das Gebäude beherbergt die Kunstsammlung Albertina. Der Augustinerturm ist ein Rest der Stadtbefestigung des frühen 13. Jahrhunderts, der vermutlich um 1600 im Zuge des Ausbaus der Stadtbefestigung bis auf die Fundamente abgetragen wurde. Diese wurden 2000 bei Bauarbeiten in einer Erstreckung von 11 m in die Tiefe freigelegt und in das Studiensaalgebäude der Albertina einbezogen. | BDA-Hist.: Q105525743 Status: Bescheid Stand der BDA-Liste: 2025-06-30 Name: Albertina mit Augustinerbastei und Museum, Augustinerturm GstNr.: 9, 1688/1, 1829/2, 1829/6, 1829/7, 1829/5 Palais Erzherzog Albrecht |
| ja   | Datei hochladen | Augustinerkloster mit Augustinersaal und Refektorium, Augustinerdurchgang HERIS-ID: 17480 Objekt-ID: 13760                                 | Augustinerstraße 3, 9 Standort KG: Innere Stadt     | Das Augustinerkloster entstand nach 1330 durch Einbeziehung bestehender Häuser als Klosterbauten; im 17. und 18. Jahrhundert wurden die Trakte und drei Höfe erneuert und ab 1796 vom Erweiterungsbau der Albertina teils überlagert, teils in diesen eingebunden. | BDA-Hist.: Q64026381 Status: Bescheid Stand der BDA-Liste: 2025-06-30 Name: Augustinerkloster mit Augustinersaal und Refektorium, Augustinerdurchgang GstNr.: 2/2, 7/2, 7/1, 8 Augustinian Church, Vienna |
| ja   | Datei hochladen | Augustinerkirche, ehem. Hofpfarrkirche hl. Augustin HERIS-ID: 64462 Objekt-ID: 77182                                                       | Augustinerstraße 5-7 Standort KG: Innere Stadt      | Der Grundstein zur Augustinerkirche, der ältesten erhaltenen dreischiffigen Bettelordenskirche in Wien, wurde 1333 gelegt. Der Kirche wurde 1349 geweiht, auch wenn der Chor noch nicht vollendet war. Nach verschiedenen Erweiterungen (u. a. der 1337 erwähnten, westlich neben dem Chor errichteten Georgskapelle) wurde die Kirche ab 1633 in frühbarocken Formen umgestaltet und eingerichtet. Um 1784/85 wurde die Kirche durch den Architekten Johann Ferdinand Hetzendorf von Hohenberg regotisiert; dazu wurden 18 Seitenaltäre wieder entfernt, welche in dem Zeitraum zwischen 1630 und 1780 eingebaut worden waren. Die Kirche birgt das von Antonio Canova für Erzherzogin Maria Christina geschaffene und 1805 aufgestellte klassizistische Grabmal. – Der Turm der Kirche stürzte 1848 nach einem Brand der Hofbibliothek ein, wurde nach einem Entwurf von Paul Sprenger wiederhergestellt und mit einem neugotischen Helm aus Gusseisen versehen (Weihe 1852). | BDA-Hist.: Q693869 Status: Bescheid Stand der BDA-Liste: 2025-06-30 Name: Augustinerkirche, ehem. Hofpfarrkirche hl. Augustin GstNr.: 2/1, 3, 4, 5, 6, 7/3, 7/4, 7/5, 7/6 Augustinian Church, Vienna |
| ja   | Datei hochladen | Sog. Ungarisches Haus, Harnischhaus HERIS-ID: 33131 Objekt-ID: 30440                                                                       | Augustinerstraße 12 Standort KG: Innere Stadt       | Das Adelshaus wurde Mitte des 16. Jahrhunderts an Stelle eines landesfürstlichen Zeughauses erbaut und erhielt Anfang des 18. Jahrhunderts eine schlichte, durch Kordongesimse gegliederte hochbarocke Fassade, die der unregelmäßigen Fensteraufteilung folgt. Aus der Zeit der Umgestaltung datiert auch das Korbbogenportal auf Volutenkonsolen, flankiert von ionischen Pilastern mit gesprengtem Segmentbogen. Im Innenhof ist eine strenghistoristische Pawlatsche aus 1870 erhalten. | BDA-Hist.: Q37950366 Status: Bescheid Stand der BDA-Liste: 2025-06-30 Name: Sog. Ungarisches Haus, Harnischhaus GstNr.: 1174 Ungarisches Haus, Vienna |
| ja   | Datei hochladen | Wohn- und Geschäftshaus HERIS-ID: 31942 Objekt-ID: 28974                                                                                   | Babenbergerstraße 1 Standort KG: Innere Stadt       | 1862 schufen August Schwendenwein von Lanauberg und Johann Romano von Ringe das frühhistoristische Gebäude mit additiver Giebelfenstergliederung, geschichteten Rundbogenarkaden, Pilastern an einem breiten flachen Mittelrisalit und abgefasten Eckrisaliten. Das Dach ist von einer Attikabalustrade eingefasst. | BDA-Hist.: Q37945231 Status: Bescheid Stand der BDA-Liste: 2025-06-30 Name: Wohn- und Geschäftshaus GstNr.: 1189 Babenbergerstraße 1, Vienna |
| ja   | Datei hochladen | Wohn- und Geschäftshaus HERIS-ID: 31944 Objekt-ID: 28976                                                                                   | Babenbergerstraße 3 Standort KG: Innere Stadt       | Das Gebäude bildet mit dem angrenzenden Haus Babenbergerstraße 1 einen an drei Seiten freistehenden einheitlichen Baublock. | BDA-Hist.: Q37945246 Status: Bescheid Stand der BDA-Liste: 2025-06-30 Name: Wohn- und Geschäftshaus GstNr.: 1191 Babenbergerstraße 3, Vienna |
| ja   | Datei hochladen | Zeltschneiderisches Haus HERIS-ID: 32979 Objekt-ID: 30261                                                                                  | Bäckerstraße 2 Standort KG: Innere Stadt            | Das im Kern spätmittelalterliche viergeschoßige Bürgerhaus wurde im zweiten Viertel des 17. Jahrhunderts errichtet und erhielt 1706/07 eine barocke Fassade mit horizontaler Putzbänderung und Putzdekoration aus Ranken, Girlanden und Ovalkartuschen. Rechts im ersten Obergeschoß ist in einer Ovalnische eine Figur der Maria Immaculata mit Putten aufgestellt. | BDA-Hist.: Q37950140 Status: Bescheid Stand der BDA-Liste: 2025-06-30 Name: Zeltschneiderisches Haus GstNr.: 749 Zeltschneiderisches Haus |
| ja   | Datei hochladen | Wohnhaus HERIS-ID: 32988 Objekt-ID: 30273                                                                                                  | Bäckerstraße 3 Standort KG: Innere Stadt            | Das palaisartige barocke Stadthaus stammt im Kern aus der zweiten Hälfte des 16. Jahrhunderts und wurde im ersten Viertel des 18. Jahrhunderts sowie erneut 1855 weitgehend verändert. Die genutete Fassade ist durch einen flachen Mittelrisalit, gemischtlinige Fensterverdachungen und Putzfelder, die die Geschoße zusammenfassen, gestaltet. Über dem mittig angeordneten Pilasterportal mit Vasenbesatz ragt ein konvexer Gitterbalkon hervor. | BDA-Hist.: Q37950189 Status: Bescheid Stand der BDA-Liste: 2025-06-30 Name: Wohnhaus GstNr.: 734 Bäckerstraße 3, Vienna |
| ja   | Datei hochladen | Bürgerhaus, vormals Dr. Scharschellisches Haus HERIS-ID: 32989 Objekt-ID: 30274                                                            | Bäckerstraße 5 Standort KG: Innere Stadt            | Das im Kern 1566/86 entstandene Bürgerhaus wurde 1662/82 erstmals aufgestockt und erhielt um 1726/30 eine neue Fassade; 1799 setzte Johann Öscher ein viertes Obergeschoß auf. Über dem genuteten Sockel ist die Fassade durch ornamentierte Rahmenfelder, die die Fensterachsen in der Senkrechten zusammenfassen, Fensterverdachungen (gerade an den Seitenachsen, giebelig in der Mitte) sowie Kordongesimse gestaltet. Noch aus dem 16. Jahrhundert stammt das mächtige abgefaste steinerne Rundbogenportal mit Sockel und Kämpfergesims. Die Rückfassade (Sonnenfelsgasse 6) zeigt zwischen erstem und zweitem Geschoß eine steinerne Löwenskulptur aus dem 16. Jahrhundert. | BDA-Hist.: Q37950197 Status: Bescheid Stand der BDA-Liste: 2025-06-30 Name: Bürgerhaus, vormals Dr. Scharschellisches Haus GstNr.: 733 Bäckerstraße 5, Vienna |
| ja   | Datei hochladen | Wohnhaus HERIS-ID: 75992 Objekt-ID: 89531                                                                                                  | Bäckerstraße 6 Standort KG: Innere Stadt            | Das frühhistoristische Miethaus, 1846 durch Franz Schlierholz erbaut, hat eine durchgehend genutete Fassade mit gerade ornamental verzierten Parapetverdachungen, ornamentierten Kordongesimsen, einem reich verzierten Abschlussgesims sowie ornamentierten Parapetfeldern im Hauptgeschoß. | BDA-Hist.: Q38141901 Status: Bescheid Stand der BDA-Liste: 2025-06-30 Name: Wohnhaus GstNr.: 752 Bäckerstraße 6, Vienna |
| ja   | Datei hochladen | Bürgerhaus, Haus Stampa HERIS-ID: 33369 Objekt-ID: 30811                                                                                   | Bäckerstraße 7 Standort KG: Innere Stadt            | Das Renaissance-Bürgerhaus stammt im Kern schon aus der ersten Hälfte bzw. Mitte des 13. Jahrhunderts, entstand in wesentlichen Teilen 1561–1565 und erfuhr 1773 weitere Änderungen. Die Fassade zeigt im Sockel eine Doppelbänderung, Sohlbankgesimse, durch Rahmenparapetfelder vertikal zusammengezogene Fensterachsen, gerade Verdachungen sowie an der linken Seite einen zweigeschoßigen Turmaufbau. Im Inneren befindet sich einer der wenigen in Wien erhaltenen Renaissance-Arkadenhöfe. Die viergeschoßigen Säulenarkaden sind teilweise vermauert bzw. verglast; die Gänge haben teilweise noch originalen Ziegelboden. | BDA-Hist.: Q37951809 Status: Bescheid Stand der BDA-Liste: 2025-06-30 Name: Bürgerhaus, Haus Stampa GstNr.: 732 Bäckerstraße 7, Vienna |
| ja   | Datei hochladen | Ehem. Palais Seitern/Fünfkirchnersches Palais/Seitern’sches Haus HERIS-ID: 33370 Objekt-ID: 30812                                          | Bäckerstraße 8 Standort KG: Innere Stadt            | Das im Keller und Erdgeschoß aus der Mitte des 16. Jahrhunderts stammende Gebäude wurde 1722 als Adelspalais weitgehend umgestaltet. Die barocke Fassade weist Doppelpilastergliederung im seichten Mittelrisalit, reiche Kordongesimsgliederung, reiche Giebelverdachungen in der Beletage sowie einen genuteten Sockel mit Doppelportal auf. | BDA-Hist.: Q37951821 Status: Bescheid Stand der BDA-Liste: 2025-06-30 Name: Ehem. Palais Seilern/Fünfkirchnersches Palais/Seitern'sches Haus GstNr.: 753 Palais Seitern |
| ja   | Datei hochladen | Windhagsches Stiftungshaus HERIS-ID: 47348 Objekt-ID: 50316                                                                                | Bäckerstraße 9 Standort KG: Innere Stadt            | Von dem 1559 errichteten Renaissance-Bürgerhaus, das bis zum Zweiten Weltkrieg von der 1670 gegründeten Windhag Stipendienstiftung für Niederösterreich betrieben wurde blieb nach Zerstörung im Zweiten Weltkrieg nur die Straßenfassade bis ins erste Obergeschoß erhalten, die beim Wiederaufbau in den Neubau einbezogen wurde. Die Fassade zeigt profilierte Fensterrahmungen sowie im ersten Obergeschoß gerade Verdachungen und Sohlbänke. Das Renaissance-Rundbogenportal befindet sich in einer Rechteckrahmung mit einem Wappen im Fries und ist durch palmettenbesetzte Voluten mit dem darüber gelegenen Fenster zusammengefasst. | BDA-Hist.: Q1740445 Status: § 2a Stand der BDA-Liste: 2025-06-30 Name: Windhagsches Stiftungshaus GstNr.: 731 Windhagsches Stiftungshaus |
| ja   | Datei hochladen | Ehem. Palais Nimptsch HERIS-ID: 26515 Objekt-ID: 22994                                                                                     | Bäckerstraße 10 Standort KG: Innere Stadt           | Der Spätrenaissance-Palast entstand vor 1639, wurde 1789 umgebaut und 1838 aufgestockt, wobei er auch die heutige Fassadengestaltung erhielt. Die Fassade ist durchwegs genutet mit additiver Fenstergliederung und hat Dreiecksverdachungen in der Beletage. Das Rustikaportal stammt aus der ursprünglichen Erbauungszeit (vor 1639); Karyatiden tragen den darüber gelegenen Gitterbalkon mit Wappen der Grafen Nimptsch. | BDA-Hist.: Q37902211 Status: Bescheid Stand der BDA-Liste: 2025-06-30 Name: Ehem. Palais Nimptsch GstNr.: 756 Palais Nimptsch, Bäckerstraße, Vienna |
| ja   | Datei hochladen | Gesamtanlage Alte Universität mit Jesuitenkirche HERIS-ID: 103129 Objekt-ID: 119587                                                        | Bäckerstraße 11, u. a. Standort KG: Innere Stadt    | Der Gebäudekomplex der Alten Universität entstand ab 1624 im 17. und 18. Jahrhundert und beherbergte die Universität Wien bis zur Übersiedlung in das neue Universitätsgebäude an der Ringstraße im Jahre 1884. Die 1753–1755 im Stil eines französischen Stadtpalais entstandene Neue Aula ist seit 1857 Sitz der Akademie der Wissenschaften. Die Jesuitenkirche wurde zwischen 1623 und 1631 von einem unbekannten Architekten erbaut. Ab 1703 gestaltete Andrea Pozzo den bis dahin schlichten Bau um, indem er die Fassade erneuerte, die Türme hinzufügte und auch das Innere opulent umbaute. | BDA-Hist.: Q436347 Status: § 2a Stand der BDA-Liste: 2025-06-30 Name: Anlage Alte Universität mit Jesuitenkirche GstNr.: 728, 730, 782, 779, 784/1, 784/2, 783, 785/1, 785/2 Old University, Vienna |
| ja   | Datei hochladen | Haus Wo die Kuh am Brett spielt HERIS-ID: 33371 Objekt-ID: 30814                                                                           | Bäckerstraße 12 Standort KG: Innere Stadt           | Das viergeschoßige Bürgerhaus, eines der wenigen Wohnhäuser Wiens mit sichtbarer frühgotischer Bausubstanz, wurde noch im Mittelalter und auch danach mehrfach verändert. Die Fassade ist durch Parapetrahmenfelder und gerade Fensterverdachungen gestaltet; über dem seitlich angeordneten profilierten steinernen Rundbogenportal und dem daneben gelegenen kleinen gotischen Spitzbogenportal ruht ein zweiachsiger Flacherker auf steinernen Konsolen. Rechts davon zeigen Reste einer Wandmalerei aus der ersten Hälfte des 16. Jahrhunderts eine Brillen tragende Kuh, die mit einem Wolf Tricktrack spielt. In der Einfahrt sind sechs frühgotische Spitz- und Rundbogenfenster mit roter Fugenmalerei sowie links ein Wandfeld mit originalem frühgotischem Verputz und roter Fugenmalerei aus der zweiten Hälfte des 13. Jahrhunderts erhalten. Ebenfalls aus dieser Zeit stammt die Ostwand des Hofs, die in kleinquadrigen Bruchsteinen und Opus spicatum ausgeführt ist. | BDA-Hist.: Q37951833 Status: Bescheid Stand der BDA-Liste: 2025-06-30 Name: Haus Wo die Kuh am Brett spielt GstNr.: 757 Wo die Kuh am Brett spielt |
| ja   | Datei hochladen | Bürgerhaus, Haus Zum Goldenen Löwen HERIS-ID: 33178 Objekt-ID: 30530                                                                       | Bäckerstraße 14 Standort KG: Innere Stadt           | Das Renaissance-Bürgerhaus stammt im Kern aus dem 14. Jahrhundert und wurde im vierten Viertel des 16. Jahrhunderts weitgehend umgebaut. Dabei wurde der mittelalterliche Wohnturm zu einem Stiegenhausturm umgestaltet. Die asymmetrische Fassade ist durch eine seitliche Portalfenstergruppe sowie einen seitlichen Breiterker charakterisiert. In einer Rundbogennische im ersten Obergeschoß ist eine Steinskulptur Madonna mit Kind aus der Bauzeit aufgestellt. | BDA-Hist.: Q37950644 Status: Bescheid Stand der BDA-Liste: 2025-06-30 Name: Bürgerhaus, Haus Zum Goldenen Löwen GstNr.: 760 Bäckerstraße 14, Vienna |
| ja   | Datei hochladen | Bürgerhaus, ÖTK-Klubhaus HERIS-ID: 33179 Objekt-ID: 30532                                                                                  | Bäckerstraße 16 Standort KG: Innere Stadt           | Das frühbarocke Bürgerhaus stammt im Kern aus der ersten Hälfte des 13. Jahrhunderts; es wurde 1525/35 aus- und 1563/66 grundlegend umgebaut. Nach 1646 wurde ein Hofturm hinzugefügt; 1712 wurden zwei Geschoße aufgestockt und die Fassade neu gestaltet. Die Fassade ist durch genutete Lisenen, Rahmenfelder sowie im ersten und zweiten Obergeschoß mehrfach geknickte und geschwungene üppig dekorierte Verdachungen gestaltet; das Portal ist mit Rustikapilastern, Innenrahmung und Giebelverdachung ausgeführt. | BDA-Hist.: Q37950655 Status: Bescheid Stand der BDA-Liste: 2025-06-30 Name: Bürgerhaus, ÖTK-Klubhaus GstNr.: 761 Bäckerstraße 16, Vienna |
| ja   | Datei hochladen | Miethaus HERIS-ID: 47349 Objekt-ID: 50317                                                                                                  | Bäckerstraße 18 Standort KG: Innere Stadt           | Das sechsgeschoßige Miethaus mit secessionistischer, durch Erker gegliederter Fassade wurde 1904 nach Plänen von Georg Demski erbaut. | BDA-Hist.: Q38026518 Status: § 2a Stand der BDA-Liste: 2025-06-30 Name: Miethaus GstNr.: 765 Bäckerstraße 18, Vienna |
| ja   | Datei hochladen | Alte Aula/Teil der alten Universität HERIS-ID: 33180 Objekt-ID: 30533                                                                      | Bäckerstraße 20 Standort KG: Innere Stadt           | Die Alte Aula der Universität wurde ab 1624 erbaut. Die viergeschoßig gegliederte schlichte Fassade (geschoßweise variierende Fensterformen, Kordongesims, frühbarockes Rechteckportal mit gesprengter Giebelverdachung und seitlichem Volutendekor) entspricht in ihrer Gestaltung dem Jesuitenkolleg, mit dem sie durch zwei Schwibbögen verbunden ist. Das Gebäude beherbergt unter anderem den ehemaligen Theatersaal, einen weiten zweigeschoßigen Saal mit tiefen segmentbogigen Fensternischen. | BDA-Hist.: Q37950666 Status: Bescheid Stand der BDA-Liste: 2025-06-30 Name: Alte Aula/Teil der alten Universität GstNr.: 779 Old Assembly Hall (Old University, Vienna) |
| ja   | Datei hochladen | Ehem. Handelsschule Allina HERIS-ID: 64156 Objekt-ID: 76859                                                                                | Ballgasse 2 Standort KG: Innere Stadt               | Das spätsecessionistische Eckhaus entstand 1911/12 durch Hans Mayr und Theodor Mayer. Markant sind tief sitzende, vertikal durch konkav geschwungene Parapete verbundene Fenster und das weit vorkragende Kranzgesims. Das mehrteilige Portal ist mit Pfeilern, mehrfach gebogener Verdachung, verglastem Holztor, vegetabilem Dekor in den schrägen Wandfeldern und zwei Halbreliefs des Bildhauers Wilhelm Bormann (links Weisheit, rechts Handel) gestaltet. | BDA-Hist.: Q38105547 Status: § 2a Stand der BDA-Liste: 2025-06-30 Name: Ehem. Handelsschule Allina GstNr.: 964 Handelsschule Allina |
| ja   | Datei hochladen | Wohnhaus HERIS-ID: 33181 Objekt-ID: 30534                                                                                                  | Ballgasse 4 Standort KG: Innere Stadt               | Das josephinische Wohnhaus wurde 1785 durch Josef Meissl errichtet. Die glatte Fassade mit vertiefter Mittelachse ist durch gerahmte Fenster, Kordongesimse und ein Attikageschoß gegliedert. Im Rundbogenportal befindet sich noch die originale Holztüre. Im Innenhof führen offene zylindrische Stiegenhäuser mit Wendeltreppen zu Pawlatschengängen. In dem Haus wohnten Ludwig van Beethoven (1809), Franz Grillparzer (1823–1826) und Ignaz Franz Castelli (1823). | BDA-Hist.: Q37950676 Status: Bescheid Stand der BDA-Liste: 2025-06-30 Name: Wohnhaus GstNr.: 963 Ballgasse 4, Vienna |
| ja   | Datei hochladen | Bürgerhaus, Zum neuen Blumenstock HERIS-ID: 63928 Objekt-ID: 76618                                                                         | Ballgasse 6 Standort KG: Innere Stadt               | Das nach 1784 errichtete Gebäude hat eine geknickte Fassade mit seichten Portallisenen, einem genuteten Sockel mit Segmentbogenportal, mehrere Doppelachsen sowie plattengerahmte Fenster. Im schlichten Innenhof befinden sich um die Ecke geführte Pawlatschengänge. In der im Erdgeschoß gelegenen Gaststätte befand sich der Sitz der literarischen Gesellschaft Ludlamshöhle. | BDA-Hist.: Q38104744 Status: Bescheid Stand der BDA-Liste: 2025-06-30 Name: Bürgerhaus, Zum neuen Blumenstock GstNr.: 962 Ballgasse 6, Vienna |
| ja   | Datei hochladen | Bürgerhaus, Der bürgerlichen Tischler Herberg HERIS-ID: 65117 Objekt-ID: 77934                                                             | Ballgasse 8 Standort KG: Innere Stadt               | 1772/73 auf Anordnung Maria Theresias als Herberge für arbeitslose Gesellen errichtet, diente das Gebäude bis 1893 als Innungshaus der Tischler. Es hat eine josephinische Fassade mit konkavem Knick; die originalen Dachgaupen sind erhalten. Oberhalb des Korbbogenportals weist die Inschrift „Der bürgerlichen Tischler Herberg 1772“ auf den Zweck des Hauses hin. | BDA-Hist.: Q38109252 Status: Bescheid Stand der BDA-Liste: 2025-06-30 Name: Bürgerhaus, Der bürgerlichen Tischler Herberg GstNr.: 961 Ballgasse 8, Vienna |
| ja   | Datei hochladen | Amalienburg HERIS-ID: 17479 Objekt-ID: 13758                                                                                               | Ballhausplatz 1 Standort KG: Innere Stadt           | Der in Wien einzigartige Bau im Stil des Manierismus zeigt zum Platz In der Burg eine asymmetrische Fassade in brauner Rustika mit Gesimsgliederung und gerade verdachten Hauptgeschoßen, einer Sonnenuhr aus dem 17. Jahrhundert im Attikageschoß sowie einem Ädikulaaufsatz mit Uhr aus dem 19. Jahrhundert. Die 1683 gestaltete Fassade zum Ballhausplatz mit teilweise unregelmäßigen Achsenabständen ist der Gliederung zum Platz In der Burg angeglichen, während die Eckquaderung schon um 1600 entstand. Der Verbindungstrakt zum Leopoldinischen Trakt ist mit Schwibbogen und einem Ochsenauge ausgeführt. | BDA-Hist.: Q61992432 Status: Bescheid Stand der BDA-Liste: 2025-06-30 Name: Amalienburg GstNr.: 1 Amalienburg |
| ja   | Datei hochladen | Bundeskanzleramt und Österr. Haus-, Hof- und Staatsarchiv HERIS-ID: 47404 Objekt-ID: 50446                                                 | Ballhausplatz 2 Standort KG: Innere Stadt           | Das als Geheime Hof- und Staatskanzlei errichtete Gebäude ist sowohl historisch als auch künstlerisch von hoher Bedeutung. Es wurde 1717–1721 von Johann Lucas von Hildebrandt erbaut, im Inneren 1765–1767 von Nikolaus von Pacassi umgestaltet und 1881/82 von Ludwig Zettl erweitert. Es ist ein freistehender Baublock in barocken und neobarocken Formen. Über einem gebänderten Sockel und keilsteinbekrönten Fenstern befinden sich in der Beletage additiv gereihte Fenster. In der Mitte der Hauptfassade befindet sich ein flacher Mittelrisalit mit korinthischen Riesenpilastern und einer Attika mit Ochsenauge. Das Rundbogenportal wird von schräggestellten Pilastern eingerahmt und mit einem konvexen Balkon bekrönt. Auch die Säle im Inneren, insbesondere der Kongresssaal sind im klassizistischen Stil des 18. Jahrhunderts gehalten. | BDA-Hist.: Q668916 Status: § 2a Stand der BDA-Liste: 2025-06-30 Name: Bundeskanzleramt und Österr. Haus-, Hof- und Staatsarchiv GstNr.: 52, 53/1 Federal Chancellery (Austria) |
| ja   | Datei hochladen | Ehem. Palais Batthyány HERIS-ID: 33183 Objekt-ID: 30538                                                                                    | Bankgasse 2 Standort KG: Innere Stadt               | Identadressen Herrengasse 19 und Schenkenstraße 2. Das Gebäude stammt in seiner heutigen Form aus dem Jahr 1718, als Christian Alexander Oedtl mehrere Gebäude zusammenfasste, umbaute und teilweise neu fassadierte. Es hat einen hohen genuteten Sockel, über dem sich additive Fensterreihungen befinden, alternierend in Dreieck- und Segmentgiebelverdachungen. Das Rundbogenportal hat ein bemerkenswertes Lünettengitter mit Wappen, Krone, Adler und Maskarons, es ist außerdem mit Putten und Trophäen bekrönt und von Hermenpilaster flankiert. Die Teile in der Herrengasse und Schenkenstraße sind jeweils separat aufgeführt. | BDA-Hist.: Q2046890 Status: Bescheid Stand der BDA-Liste: 2025-06-30 Name: Ehem. Palais Batthyány GstNr.: 97 Palais Batthyány, Bankgasse |
| ja   | Datei hochladen | Ehemaliges Administrationsgebäude der Österreichisch-ungarischen Bank HERIS-ID: 47406 Objekt-ID: 50449                                     | Bankgasse 3 Standort KG: Innere Stadt               | Das strenghistoristische Eckhaus in altdeutschen Formen wurde 1972–1975 von Friedrich von Schmidt erbaut. Oberhalb des rustizierten Sockels ist die genutete Fassade in geschoßweise differenzierte Fensterreihungen gestaltet. Das Portal ist von korinthischen Säulen eingefasst und trägt einen Ädikulaaufsatz mit maskenbesetzten Voluten, auf dem eine Hermesstatue steht. Das dreischiffige Vestibül mit Kreuzgrat- und Tonnengewölben ruht auf korinthischen Säulen. | BDA-Hist.: Q38026892 Status: Bescheid Stand der BDA-Liste: 2025-06-30 Name: Ehem Administrationsgebäude der Österreichisch-ungarischen Bank GstNr.: 83 Bankgasse 3 |
| ja   | Datei hochladen | Concordia-Haus, ehem. Althansches Freihaus HERIS-ID: 47402 Objekt-ID: 50443                                                                | Bankgasse 8 Standort KG: Innere Stadt               | Dieses schmale, aber tiefe Gebäude wurde Anfang des 17. Jahrhunderts erbaut, die frühbarocke Fassade stammt aus den 1660er-Jahren. Die Hauptfassade weist Ortsteinquaderung und ein gerade verdachtes Portal mit toskanischen Pilastern und rundbogigem Holztor auf. Darüber erheben sich gerade verdachte Fenster, die durch Parapetfelder miteinander verbunden sind. Die Einfahrt ist kreuzgratgewölbt und pilastergegliedert, hinter dem Hof führt die Tür zu einer platzlgewölbten Zweipfeilertreppe. Der Keller stammt noch aus der Bauzeit. | BDA-Hist.: Q38026861 Status: Bescheid Stand der BDA-Liste: 2025-06-30 Name: Concordia-Haus, ehem. Althansches Freihaus GstNr.: 93 Concordia-Haus |
| ja   | Datei hochladen | Stadtpalais Liechtenstein, Liechtensteinsches Majoratshaus HERIS-ID: 33212 Objekt-ID: 30568                                                | Bankgasse 9 Standort KG: Innere Stadt               | Das hochbarocke Palais wurde in Etappen von 1691 bis 1705 (Vollendung der Portale) nach Plänen von Domenico Martinelli errichtet. Die Hauptfassade des monumentalen, an drei Seiten freistehenden Baublocks weist einen um die Attikabrüstung erhöhten Mittelrisalit mit korinthischen Riesenpilastern auf. Auf der Attika stehen Statuen römischer Gottheiten (Minerva, Apollo, Jupiter, Juno sowie vermutlich Merkur und Flora). Das dreiachsige Hauptportal ist mit Rundbögen, die von ionischen Pilastern und schräg vorgestellten ionischen Doppelsäulen eingerahmt sind, sowie verkröpftem Gebälk ausgeführt. Über der Mittelachse ist ein konvex geschwungener Balkon angeordnet, dessen Balustrade Skulpturen von Venus und Vulkan sowie Putten als Allegorien der Jahreszeiten trägt. In der Mittelachse der Beletage ist eine Kartusche mit dem Wappenschild des Hauses Liechtenstein und darüber ein von zwei Skulpturen getragener Fürstenhut angebracht. Zum Minoritenplatz befindet sich ein konvex vorschwingendes, von Atlanten flankiertes Seitenportal und darüber ein konvexer Balkon; oberhalb ist ebenfalls der Liechtenstein’sche Wappenschild mit einem Fürstenhut angeordnet.                                                | BDA-Hist.: Q686580 Status: Bescheid Stand der BDA-Liste: 2025-06-30 Name: Stadtpalais Liechtenstein, Liechtensteinsches Majoratshaus GstNr.: 89, 90 Palais Liechtenstein (Bankgasse) |
| ja   | Datei hochladen | Miethaus HERIS-ID: 47392 Objekt-ID: 50432                                                                                                  | Bartensteingasse 9 Standort KG: Innere Stadt        | Das Eckhaus entstand 1883–1884 nach Plänen von Ludwig Tischler für Charles Jung. Es ist im Stil der Wiener Neorenaissance gestaltet. Die Fassade fällt durch einen Eckrisalit mit Erker, sowie einem bemerkenswerten Balkon auf. Interessanter ist aber die Innenausstattung. Die Beletage wurde um 1913 von Adolf Loos ausgestattet und ist seit 1991 Sitz der Musiksammlung der Wiener Stadt- und Landesbibliothek. | BDA-Hist.: Q64487518 Status: § 2a Stand der BDA-Liste: 2025-06-30 Name: Miethaus GstNr.: 1527/4 Bartensteingasse 9, Vienna |
| ja   | Datei hochladen | Miethaus HERIS-ID: 47386 Objekt-ID: 50426                                                                                                  | Bartensteingasse 13 Standort KG: Innere Stadt       | Das Durchhaus erbaute Johann Schieder 1880–1883 im Stil der Wiener Neorenaissance. Es liegt an der Rathausstraße 8. | BDA-Hist.: Q64487516 Status: § 2a Stand der BDA-Liste: 2025-06-30 Name: Miethaus GstNr.: 1528/5 |
| ja   | Datei hochladen | Miethaus HERIS-ID: 76162 Objekt-ID: 89715                                                                                                  | Bartensteingasse 14 Standort KG: Innere Stadt       | Ludwig Tischler erbaute dieses Haus 1881–1882. Wie auch die anderen Häuser der Straße ist es im Stil der Wiener Neorenaissance gestaltet. Die Fassade ist durch additive Giebelfenster gegliedert und besitzt ein Holztor. | BDA-Hist.: Q64487519 Status: § 2a Stand der BDA-Liste: 2025-06-30 Name: Miethaus GstNr.: 1530/2 |
| ja   | Datei hochladen | Miethaus HERIS-ID: 45411 Objekt-ID: 46740                                                                                                  | Bartensteingasse 16 Standort KG: Innere Stadt       | Die Rückseite des Arkadenhauses am Rathausplatz 7–9 wurde 1877–1878 von Friedrich von Schmidt und Franz von Neumann errichtet. | BDA-Hist.: Q64487514 Status: Bescheid Stand der BDA-Liste: 2025-06-30 Name: Miethaus GstNr.: 1530/3 |
| ja   | Datei hochladen | Ehem. Oppenheimer’sches Haus, Zur Brieftaube HERIS-ID: 23823 Objekt-ID: 20190                                                              | Bauernmarkt 1 Standort KG: Innere Stadt             | Das barocke Bürgerhaus mit mehrfach geknickter Fassade war das Wohnhaus von Kaiser Leopolds I. Hofbankier Samuel Oppenheimer. Im ersten Obergeschoß oberhalb dem ehemaligen Portal befindet sich ein Hausrelief Mariae Verkündigung in aufwändig geohrter Rahmung. Das Mansarddach ist mit Dachhäuschen ausgestaltet, die originalen Schornsteine sind vorhanden. An der Straßenecke ist ein 1927 gestaltetes Geschäftslokal mit korbbogigen Marmorarkaden und geohrten Fensterrahmungen angeordnet. | BDA-Hist.: Q37879340 Status: Bescheid Stand der BDA-Liste: 2025-06-30 Name: Ehem. Oppenheimer’sches Haus, Zur Brieftaube GstNr.: 565 Oppenheimersches Haus, Vienna |
| ja   | Datei hochladen | Büro- und Wohnhaus HERIS-ID: 32272 Objekt-ID: 29347                                                                                        | Bauernmarkt 2 Standort KG: Innere Stadt             | Das strenghistoristische Verwaltungsgebäude der Assicurazioni Generali in den Formen der Neu-Wiener Renaissance entstand 1880 nach Plänen von Otto Thienemann. | BDA-Hist.: Q37947128 Status: Bescheid Stand der BDA-Liste: 2025-06-30 Name: Büro- und Wohnhaus GstNr.: 601 Bauernmarkt 2 |
| ja   | Datei hochladen | Wohn- und Geschäftshaus HERIS-ID: 76422 Objekt-ID: 89986seit 2012                                                                          | Bauernmarkt 2a Standort KG: Innere Stadt            | Wilhelm Schallinger errichtete 1911/12 das spätsecessionistische ständerartig gegliederte Wohn- und Geschäftshaus. Die zweigeschoßige Geschäftszone ist teilweise original erhalten. Das tief eingeschnittene Portal ist mit Glasflächen in Messingrahmen gestaltet und verfügt über die originale messingbeschlagene Holztüre mit geschliffenen Gläsern. Seitliche Steinreliefs (Putten mit Schaf und Widder) stammen von Wilhelm Bormann. Anmerkung: Identanschrift Jasomirgottstraße 6–8 | BDA-Hist.: Q38143954 Status: Bescheid Stand der BDA-Liste: 2025-06-30 Name: Wohn- und Geschäftshaus GstNr.: 605/3 |
| ja   | Datei hochladen | Fischhof, Imperial-Kino HERIS-ID: 12709 Objekt-ID: 8866                                                                                    | Bauernmarkt 22 Standort KG: Innere Stadt            | Das 1908 errichtete späthistoristische Eckhaus hat eine Fassade in neobarockem Stil mit additiver Fensterreihung, Putzgliederung und Plattendekor. Das Erdgeschoß wurde 1920 für das Imperial-Kino verändert. | BDA-Hist.: Q38138492 Status: Bescheid Stand der BDA-Liste: 2025-06-30 Name: Fischhof, Imperial-Kino GstNr.: 521/2 Bauernmarkt 22 |
| ja   | Datei hochladen | Beethoven-Denkmal HERIS-ID: 21158 Objekt-ID: 17474 Wien Kulturgut: 48285                                                                   | Beethovenplatz Standort KG: Innere Stadt            | Von Kaspar von Zumbusch. Das Original-Modell der Denkmalfigur ist heute im schräg gegenüberliegenden Wiener Konzerthaus in dessen Foyer aufgestellt. Das strenghistoristische Denkmal besteht aus einem Steinsockel von Eduard Hauser, der Sitzfigur Beethovens aus Bronze und begleitenden Figuren, ebenfalls aus Bronze, die den gefesselten Prometheus und die Victoria, sowie neun Putten als Allegorien für Beethovens Sinfonien, darstellen. | BDA-Hist.: Q40300767 Status: § 2a Stand der BDA-Liste: 2025-06-30 Name: Beethoven-Denkmal GstNr.: 1312 Beethoven monument, Vienna |
| ja   | Datei hochladen | Akademisches Gymnasium HERIS-ID: 14216 Objekt-ID: 10448                                                                                    | Beethovenplatz 1 Standort KG: Innere Stadt          | Das Akademische Gymnasium in Wien wurde 1553 gegründet und ist damit das älteste Gymnasium Wiens. Erbaut wurde das Haus am Beethovenplatz von 1863 bis 1866 nach Plänen von Friedrich von Schmidt, der auch das Wiener Rathaus entworfen hatte, in dem für ihn typischen neugotischen Stil. | BDA-Hist.: Q414936 Status: Bescheid Stand der BDA-Liste: 2025-06-30 Name: Akademisches Gymnasium GstNr.: 1307 Akademisches Gymnasium, Vienna |
| ja   | Datei hochladen | Mietpalais HERIS-ID: 22807 Objekt-ID: 19152                                                                                                | Beethovenplatz 2 Standort KG: Innere Stadt          | Der strenghistoristische Sichtziegelbau im Stil der Neu-Wiener Renaissance wurde 1868/69 durch Friedrich Schachner erbaut. Das Attikageschoß zeigt Grisaillemalerei. Das Pilasterportal mit gesprengtem Segmentgiebel führt in einen Pawlatschenhof. | BDA-Hist.: Q37872773 Status: Bescheid Stand der BDA-Liste: 2025-06-30 Name: Mietpalais GstNr.: 1324 Beethovenplatz 2, Vienna |
| ja   | Datei hochladen | Palais Gutmann HERIS-ID: 22136 Objekt-ID: 18464                                                                                            | Beethovenplatz 3 Standort KG: Innere Stadt          | Das strenghistoristische Eckhaus (Neu-Wiener Renaissance – additive Ädikulafenster) stammt von Carl Tietz. 1869–1871 errichtet, wurde das Gebäude 1941 durch Franz Klimscha für die NSDAP umgestaltet (dabei entstand das ionische Pilasterportal). 1956–1961 entstanden weitere Adaptierungen durch Carl Kronfuß. Neben einem Stiegenhaus mit Vier-Säulen-Treppe und gelber, grau gerahmter Stucco-lustro-Wandverkleidung beherbergt das Gebäude eine bemerkenswerte Beletage-Wohnung mit Wandvertäfelungen, Kassetten- und Stuckdecken sowie einem Kamin im Ecksalon. | BDA-Hist.: Q2046989 Status: Bescheid Stand der BDA-Liste: 2025-06-30 Name: Palais Gutmann GstNr.: 1322 Palais Gutmann |
| ja   | Datei hochladen | Wohn- und Geschäftshaus HERIS-ID: 29253 Objekt-ID: 25895                                                                                   | Bellariastraße 4 Standort KG: Innere Stadt          | Dieses erste Gebäude Otto Wagners im Ringstraßenbereich ist in den strenghistoristischen Formen der Neu-Wiener Renaissance erbaut, insbesondere der Einfluss Hansens ist noch sichtbar. Über einem Rundbogenportal mit Säulen erheben sich in den Obergeschoßen seitliche Ädikulafenster mit Karyatidenhermen über Erkern sowie gekoppelte Pilaster im Attikageschoß. | BDA-Hist.: Q37925386 Status: Bescheid Stand der BDA-Liste: 2025-06-30 Name: Wohn- und Geschäftshaus GstNr.: 1550/1 Bellariastraße 4, Vienna |
| ja   | Datei hochladen | Miethaus HERIS-ID: 47410 Objekt-ID: 50470                                                                                                  | Bellariastraße 8 Standort KG: Innere Stadt          | Der gesamte Häuserblock mit Ausnahme von Bellariastraße 10 bildet ein Ensemble, das 1870–1872 von Carl Schumann erbaut wurde. Die Fassaden sind einheitlich im Stil der Neu-Wiener Renaissance gebaut, mit erhöhten Mittelrisaliten, seichten Eckrisaliten, additiven Ädikulafenstern und reicher pilastrierter Attikazone mit Brüstung. | BDA-Hist.: Q38026921 Status: Bescheid Stand der BDA-Liste: 2025-06-30 Name: Miethaus GstNr.: 1555 |
| ja   | Datei hochladen | Wohn- und Geschäftshaus HERIS-ID: 29333 Objekt-ID: 25975                                                                                   | Bellariastraße 10 Standort KG: Innere Stadt         | Dieses strenghistoristische Wohnhaus in den Formen der Neu-Wiener-Renaissance wurde 1870/71 von Franz Fröhlich erbaut. Die Fassade enthält additive Ädikulafenster, rustizierte Steinrisalite und Balkone über einem Rundbogenportal. | BDA-Hist.: Q37925885 Status: Bescheid Stand der BDA-Liste: 2025-06-30 Name: Wohn- und Geschäftshaus GstNr.: 1557 Bellariastraße 10 |
| ja   | Datei hochladen | Miethaus HERIS-ID: 76724 Objekt-ID: 90315                                                                                                  | Bellariastraße 12 Standort KG: Innere Stadt         | Der gesamte Häuserblock mit Ausnahme von Bellariastraße 10 bildet ein Ensemble, das 1870–1872 von Carl Schumann erbaut wurde (siehe Bellariastraße 8). | BDA-Hist.: Q38145606 Status: Bescheid Stand der BDA-Liste: 2025-06-30 Name: Miethaus GstNr.: 1559 |
| ja   | Datei hochladen | Bürgerhaus HERIS-ID: 25602 Objekt-ID: 22037                                                                                                | Blutgasse 3 Standort KG: Innere Stadt               | Das mittelalterliche dreiteilige Bürgerhaus hat eine Kern aus der 1. Hälfte des 13. Jahrhunderts und Höfe mit Pawlatschen aus dem 18. Jahrhundert. Die barocke Außenfassade ist mehrfach geknickt. | BDA-Hist.: Q37895170 Status: Bescheid Stand der BDA-Liste: 2025-06-30 Name: Bürgerhaus GstNr.: 842 Blutgasse 3, Vienna |
| ja   | Datei hochladen | Bürgerhaus Zur grünen Raith-Tafel (Teil d. Häuserkomplexes Fähnrichshof) HERIS-ID: 25603 Objekt-ID: 22038                                  | Blutgasse 5 Standort KG: Innere Stadt               | Dieses spätklassizistische Mietshaus wurde auf einem älteren Kern 1819 erbaut. Nach außen zeigt sich eine schlichte Fassade mit Kordon- und Sohlbankgesimsen. | BDA-Hist.: Q37895184 Status: Bescheid Stand der BDA-Liste: 2025-06-30 Name: Bürgerhaus Zur grünen Raith-Tafel (Teil d. Häuserkomplexes Fähnrichshof) GstNr.: 843 Zur grünen Raith-Tafel |
| ja   | Datei hochladen | Bürgerhaus (Teil des Fähnrichshofs) HERIS-ID: 25604 Objekt-ID: 22039                                                                       | Blutgasse 7 Standort KG: Innere Stadt               | Das Haus in der Blutgasse 7 ist ein bedeutendes Beispiel eines hochmittelalterlichen Bürgerhauses in Wien aus der 1. Hälfte des 13. Jahrhunderts. 1559–1563 wurde die Bausubstanz aufgestockt. Es hat einen dreigeschoßigen Keller mit Tonnengewölben. | BDA-Hist.: Q37895197 Status: Bescheid Stand der BDA-Liste: 2025-06-30 Name: Bürgerhaus (Teil des Fähnrichshofs) GstNr.: 846 Großer Fähnrichshof |
| ja   | Datei hochladen | Bürgerhaus, Kleiner Fähnrichshof HERIS-ID: 25605 Objekt-ID: 22040                                                                          | Blutgasse 9 Standort KG: Innere Stadt               | Dieses Renaissance-Bürgerhaus hat eine barocke Fassadengestaltung, sein Kern stammt aus dem 16. Jahrhundert. Im Hof befinden sich Pawlatschen mit einem barocken Klostergitter. | BDA-Hist.: Q37895228 Status: Bescheid Stand der BDA-Liste: 2025-06-30 Name: Bürgerhaus, Kleiner Fähnrichshof GstNr.: 848 Kleiner Fähnrichshof, Blutgasse 9, Vienna |
| ja   | Datei hochladen | Wohn- und Geschäftshaus HERIS-ID: 47447 Objekt-ID: 50518                                                                                   | Bognergasse 1 Standort KG: Innere Stadt             | Dieses auf drei Seiten freistehende späthistoristische Wohnhaus wurde 1901 von Christian Ulrich erbaut. An den Gebäudeecken sind zwei überkuppelte Runderker auf monumentalen Karyatiden, zur Naglergasse hin befindet sich ein viergeschoßiger, dreiachsiger Erker auf Konsolen. Ansonsten ist die Fassade mit Lisenen, Riesenpilaster und dreiteilige Ädikulafenster mit Balkon gegliedert. Anmerkung: Identadressen Naglergasse 2, Tuchlauben 1 | BDA-Hist.: Q38027119 Status: Bescheid Stand der BDA-Liste: 2025-06-30 Name: Wohn- und Geschäftshaus GstNr.: 382 Tuchlauben 1 |
| ja   | Datei hochladen | Dreiheiligenhof HERIS-ID: 63144 Objekt-ID: 75754                                                                                           | Bognergasse 7 Standort KG: Innere Stadt             | 1901 entstand das secessionistische Wohnhaus mit Mittelrisalit, betonter, geschoßweise variierender Pilaster- und Lisenengliederung, Kordongesimsen und Parapetfeldern mit secessionistischem Dekor. Das holzverkleidete Portal ist in eine Nische gesetzt. | BDA-Hist.: Q38102276 Status: Bescheid Stand der BDA-Liste: 2025-06-30 Name: Dreiheiligenhof GstNr.: 375 Bognergasse 7 |
| ja   | Datei hochladen | Wohn- und Geschäftshaus, Zum weißen Engel HERIS-ID: 33245 Objekt-ID: 30608                                                                 | Bognergasse 9 Standort KG: Innere Stadt             | Dieses Wohnhaus ist ein bedeutendes Beispiel für die Formen des floralen Blumen- und geometrischen Jugendstils. Erbaut wurde es von Oskar Laske und Viktor Fiala in den Jahren 1901/02. Die darin befindliche Apotheke zum weißen Engel ist an dieser Stelle bereits seit dem 16. Jahrhundert nachweisbar. | BDA-Hist.: Q620532 Status: Bescheid Stand der BDA-Liste: 2025-06-30 Name: Wohn- und Geschäftshaus, Zum weißen Engel GstNr.: 374 Apotheke zum weißen Engel, Vienna |
| ja   | Datei hochladen | Hermann Gmeiner-Denkmal HERIS-ID: 24537 Objekt-ID: 20937 Wien Kulturgut: 60970                                                             | Börseplatz Standort KG: Innere Stadt                | Das Denkmal zur Erinnerung an Hermann Gmeiner, eine Bronzebüste auf einem Steinsockel mit seitlichen Widmungstafeln, wurde durch den Bildhauer Paul Peschke geschaffen. | BDA-Hist.: Q37884958 Status: § 2a Stand der BDA-Liste: 2025-06-30 Name: Hermann Gmeiner-Denkmal GstNr.: 1771/2 Hermann Gmeiner monument, Börseplatz |
| ja   | Datei hochladen | Telegraphenzentrale HERIS-ID: 25906 Objekt-ID: 22356                                                                                       | Börseplatz 1 Standort KG: Innere Stadt              | Das strenghistoristische Gebäude entstand 1870–1873 für die k.k. Telegraphen-Zentralstation. 1902–1905 wurde es von Eugen Fassbender durch Aufstockung der seitlichen Geschoße zu einem blockhaften Bau umgestaltet. Der Bau ist durch einen Mittelrisalit und Eckrisaliten an der Rückfassade gegliedert, eine von Kandelabern flankierte Freitreppe führt zum Portal, vor der Beletage des Mittelrisalits befindet sich ein dreiachsiger Balkon. Die Attikabalustrade trägt ein Inschriftfeld sowie darauf eine Figurengruppe, die eine auf einem Globus thronende Allegorie der Telegrafie darstellt. | BDA-Hist.: Q1718139 Status: Bescheid Stand der BDA-Liste: 2025-06-30 Name: Telegraphenzentrale GstNr.: 201/3 Telegrafenzentrale, Vienna |
| ja   | Datei hochladen | Palais Lützow HERIS-ID: 33244 Objekt-ID: 30606                                                                                             | Bösendorferstraße 13 Standort KG: Innere Stadt      | Der monumentale Bau aus der Spätphase des Strengen Historismus wurde 1870–1872 durch Carl von Hasenauer errichtet. 1935 erfolgte eine Umgestaltung des Foyers für das Italienische Kulturinstitut durch Gio Ponti. Der U-förmige Eckbau hat einen gemeinsamen Innenhof mit dem Haus Kärntner Ring 14. | BDA-Hist.: Q37950749 Status: Bescheid Stand der BDA-Liste: 2025-06-30 Name: Palais Lützow GstNr.: 1288 Palais Lützow, Vienna |
| ja   | Datei hochladen | Mattoni-Hof HERIS-ID: 60969 Objekt-ID: 73356                                                                                               | Brandstätte 10 Standort KG: Innere Stadt            | Das späthistoristische Wohn- und Geschäftshaus mit abgeschrägter Ecke und Fassadenschmuck in Formen, die den Secessionismus teilweise vorwegnehmen, entstand 1885/86 nach Plänen von Gustav Korompay an Stelle des alten Musikvereinsgebäudes. Anmerkung: Identanschrift Tuchlauben 12 | BDA-Hist.: Q38093847 Status: Bescheid Stand der BDA-Liste: 2025-06-30 Name: Mattoni-Hof GstNr.: 552/2 Mattoni-Hof, Vienna |
| ja   | Datei hochladen | Stadtpalais, Geburtshaus Johann Nestroys HERIS-ID: 40922 Objekt-ID: 41157                                                                  | Bräunerstraße 3 Standort KG: Innere Stadt           | Das Rokoko-Bürgerhaus, in dem Johann Nepomuk Nestroy geboren wurde, entstand 1761. Über dem Korbbogenportal mit Rocailledekor ruht auf Volutenkonsolen ein geschwungener Balkon mit Schmiedeeisengeländer. Darüber ist in der Mittelachse eine vergoldete Wappenkartusche der Freiherrn von Brentano (Besitzer des Hauses von 1803–1853) angebracht. Im Innenhof befinden sich offene Pawlatschengänge auf maskenbesetzten Konsolen mit kunstvollem Schmiedeeisengeländer im Hauptgeschoß sowie ein steinerner Brunnen mit Maske. | BDA-Hist.: Q37997078 Status: § 2a Stand der BDA-Liste: 2025-06-30 Name: Stadtpalais, Geburtshaus Johann Nestroys GstNr.: 1130 Bräunerstraße 3 |
| ja   | Datei hochladen | Stiftungshaus des Johann Georg Steiger HERIS-ID: 33248 Objekt-ID: 30611                                                                    | Bräunerstraße 4–6 Standort KG: Innere Stadt         | Das Haus Nr. 6 wurde 1845 durch Josef Kastan im Stil des Frühhistorismus erbaut; 1876/77 wurde das Gebäude in der Zeit des Strengen Historismus um Nr. 4 erweitert. Über dem Rundbogenportal ist am genuteten Sockel auf Doppelkonsolen ein Balkon angeordnet. Die Obergeschoße sind durch additive Fenstergliederung mit geraden Verdachungen sowie Knickgiebeln im zweiten Obergeschoß gestaltet. 1899 entstand das späthistoristische Geschäftsportal des k.k. Hofschuhmachers Rudolf Scheer mit einem schwarz lackierten Geschäftsschild mit Goldschrift und Doppeladler. | BDA-Hist.: Q37950770 Status: Bescheid Stand der BDA-Liste: 2025-06-30 Name: Stiftungshaus des Johann Georg Steiger GstNr.: 1143, 1141 Stiftungshaus des Johann Georg Steiger |
| ja   | Datei hochladen | Palais Dietrichstein HERIS-ID: 47465 Objekt-ID: 50541seit 2014                                                                             | Bräunerstraße 5 Standort KG: Innere Stadt           | Der Teil des Palais Dietrichstein in der Bräunergasse geht auf ein Renaissance-Gebäude zurück, das vor 1563 errichtet wurde. 1644–1664 erfolgte eine Erweiterung und Einbeziehung in das Palais, um 1780 eine Neufassadierung und 1861 eine Aufstockung mit Fassadenumgestaltung durch Ferdinand Fellner dem Älteren. Das Erdgeschoß ist genutet mit einem Schulterbogenportal unter einem Balkon mit Schmiedeeisengitter, die klassizistischen Obergeschoße (1780) sind additiv mit Ädikulafenstern und vertikalen Parapetfeldern gegliedert, die Fenster der letzten beiden Geschoße (1861) sind gerade verdacht. Im Vordertrakt befinden sich zwei Pfeilerhallen aus der Erbauungszeit. Der andere Teil des Palais befindet sich in der Dorotheergasse. | BDA-Hist.: Q38027262 Status: Bescheid Stand der BDA-Liste: 2025-06-30 Name: Palais Dietrichstein GstNr.: 1133 Bräunerstraße 5 |
| ja   | Datei hochladen | Ehem. Walterskirchensches Freihaus HERIS-ID: 40563 Objekt-ID: 40522                                                                        | Bräunerstraße 7 Standort KG: Innere Stadt           | Das frühbarocke Palais wurde zwischen 1664 und 1671 errichtet. In der rechten Achse der breiten frühbarocken Fassade mit genutetem Sockel und vertikalen Putzfeldern in den Obergeschoßen befindet sich das 1723 geschaffene hochbarocke Segmentbogenportal, das von schräg gestellten Pfeilern und nach unten schwingendem Gebälk eingerahmt ist. Auf dem Feld über dem Tor ist ein Wappen mit fünf Helmen angebracht; das Gebälk ist von Vasen und Putten gekrönt. | BDA-Hist.: Q37995280 Status: Bescheid Stand der BDA-Liste: 2025-06-30 Name: Ehem. Walterskirchensches Freihaus GstNr.: 1134 Palais Walterskirchen |
| ja   | Datei hochladen | Hohenfeld’sches Freihaus HERIS-ID: 33298 Objekt-ID: 30678                                                                                  | Bräunerstraße 10 Standort KG: Innere Stadt          | 1792 wurden zwei Häuser zu einem gemeinsamen Gebäude umgestaltet, dabei weitgehend neu errichtet und um zwei Stockwerke aufgestockt. Die Fassade ist im Plattenstil mit seichten Mittel- und Seitenrisaliten und josephinischem Dekor gestaltet. Im Sockel befinden sich Geschäftstüren und -fenster mit Eisenblechläden. Das Korbbogenportal ist mit Fruchtgehängen in Zwickeln dekoriert und hat das originale Holztor. | BDA-Hist.: Q37951231 Status: Bescheid Stand der BDA-Liste: 2025-06-30 Name: Hohenfeld'sches Freihaus GstNr.: 1139 Bräunerstraße 10 |
| ja   | Datei hochladen | Friessches Zinshaus HERIS-ID: 44618 Objekt-ID: 45449                                                                                       | Bräunerstraße 11 Standort KG: Innere Stadt          | Johann Ferdinand Hetzendorf von Hohenberg erbaute 1782 das frühklassizistische Zinshaus zusammen mit dem Nachbargebäude Nr. 11a als Hintertrakt des Palais Pallavicini. Die lange geknickte Fassade ist als schlichte Abwandlung der Palaisfassade gestaltet. | BDA-Hist.: Q38010274 Status: Bescheid Stand der BDA-Liste: 2025-06-30 Name: Friessches Zinshaus GstNr.: 1163 Friessche Zinshäuser |
| ja   | Datei hochladen | Burggarten, Kaisergarten HERIS-ID: 23754 Objekt-ID: 20117                                                                                  | Burggarten Standort KG: Innere Stadt                | Der Burggarten entstand auf dem Gelände des Paradeisgartls nach Abbruch der Augustinerschanze 1809 als Privatgarten des Kaisers. 1817–1819 wurde die Gartenanlage nach Vorstellungen von Kaiser Franz I. im gemischten geometrischen und landschaftlichen Stil errichtet; das ursprünglich im Paradeisgartl stehende Denkmal für Franz I. Stephan wurde 1819 hier aufgestellt. 1847–1848 erfolgte eine umfassende Umgestaltung im landschaftlichen Stil. Nach Abtragung der Stadtbefestigung ab 1863 wurde der Park bis an die neue Ringstraße und die Goethegasse erweitert und mit der ursprünglich vergoldeten strenghistoristischen Einfriedung umgeben. Die Errichtung der Neuen Hofburg brachte eine Verkleinerung. 1902–1906 wurde an Stelle der im Biedermeier erbauten Gewächshäuser das Palmenhaus und 1909 davor eine Terrasse mit Treppen errichtet. 1919 wurde die Anlage öffentlich zugänglich gemacht. | BDA-Hist.: Q1014945 Status: Bescheid Stand der BDA-Liste: 2025-06-30 Name: Burggarten, Kaisergarten GstNr.: 12 Burggarten, Vienna |
| ja   | Datei hochladen | Palmenhaus HERIS-ID: 17488 Objekt-ID: 13768                                                                                                | Burggarten Standort KG: Innere Stadt                | Das Gewächshaus in Jugendstilformen wurde 1902–1906 von Friedrich Ohmann anstelle zweier Glashäuser aus den 1820er-Jahren erbaut. Es ist ein langgestreckter Bau parallel zur Augustinerbastei, der zum Burggarten hin auf einer Terrasse mit Freitreppe erhöht ist. Die Dekorationen (Vasen, weibliche Büsten mit Kränzen sowie Knabe) stammen von Josef Václav Myslbek. | BDA-Hist.: Q2048203 Status: Bescheid Stand der BDA-Liste: 2025-06-30 Name: Palmenhaus GstNr.: 1 Palmenhaus (Burggarten) |
| ja   | Datei hochladen | Herkulesbrunnen HERIS-ID: 23765 Objekt-ID: 20128 Wien Kulturgut: 47998                                                                     | Burggarten Standort KG: Innere Stadt                | Die spätbarocke Bleiskulptur, die Herkules und den Nemëischen Löwen zeigt, entstand um 1770. Sie befand sich ursprünglich im Esterházypark und wurde 1948 in der Mitte des Weihers aufgestellt. | BDA-Hist.: Q21168963 Status: Bescheid Stand der BDA-Liste: 2025-06-30 Name: Herkulesbrunnen GstNr.: 12 Herkulesbrunnen, Vienna |
| ja   | Datei hochladen | Kaiser Franz Joseph-Denkmal (Franz Joseph I.) HERIS-ID: 23767 Objekt-ID: 20130 Wien Kulturgut: 47967                                       | Burggarten Standort KG: Innere Stadt                | 1904 schuf Johannes Benk eine Bronzestatue für das heutige Kommandogebäude General Körner im 14. Bezirk, vor der Breitenseer-Kaserne. Josef Tuch fertigte eine Nachbildung an, die ursprünglich im Stadtpark von Wiener Neustadt stand, sich aber nun seit 1957 im Burggarten befindet. | BDA-Hist.: Q37878740 Status: Bescheid Stand der BDA-Liste: 2025-06-30 Name: Kaiser Franz Joseph-Denkmal (Franz Joseph I.) GstNr.: 12 Emperor Franz Joseph I monument (Burggarten) |
| ja   | Datei hochladen | Kaiser Franz Stephan-Denkmal (Franz Stephan von Lothringen, Franz I.) HERIS-ID: 23769 Objekt-ID: 20132 Wien Kulturgut: 47991               | Burggarten Standort KG: Innere Stadt                | Das Denkmal aus Blei von Balthasar Ferdinand Moll wurde schon 1781 erschaffen, stand ursprünglich im Paradeisgartl und wurde 1819 mit einem neuen Steinsockel im Burggarten aufgestellt. Es ist das älteste Reiterdenkmal Wiens. | BDA-Hist.: Q37878770 Status: Bescheid Stand der BDA-Liste: 2025-06-30 Name: Kaiser Franz Stephan-Denkmal (Franz Stephan von Lothringen, Franz I.) GstNr.: 12 Statue of Emperor Franz I., Burggarten, Vienna |
| ja   | Datei hochladen | Mozart-Denkmal HERIS-ID: 23774 Objekt-ID: 20137 Wien Kulturgut: 47982                                                                      | Burggarten Standort KG: Innere Stadt                | Das Denkmal aus Laaser Marmor von Viktor Tilgner stand seit 1896 auf dem Albertinaplatz und wurde 1953 in den Burggarten transferiert. | BDA-Hist.: Q18346455 Status: Bescheid Stand der BDA-Liste: 2025-06-30 Name: Mozart-Denkmal GstNr.: 12 Mozart monument, Vienna |
| ja   | Datei hochladen | Wohn- und Geschäftshaus HERIS-ID: 31954 Objekt-ID: 28986                                                                                   | Burgring 1 Standort KG: Innere Stadt                | Dieses monumentale frühhistoristische Eckhaus wurde 1862/63 von Romano/Schwendenwein erbaut. Die Fassade ist rechteckig durch Pilaster gegliedert (Panneaugliederung). Die Fensterparapete sind vertieft und weisen plastische Profile und Dekorelemente auf. Die Einfahrt wird von einem Kreuzrippengewölbe überwölbt, im Hof befinden sich Pawlatschen und ein polygonaler Erker. | BDA-Hist.: Q37945285 Status: Bescheid Stand der BDA-Liste: 2025-06-30 Name: Wohn- und Geschäftshaus GstNr.: 1190 Burgring 1, Vienna |
| ja   | Datei hochladen | Ehem. Cortisches Kaffeehaus, Restaurant Volksgarten und Volksgarten Pavillon HERIS-ID: 17482 Objekt-ID: 13762                              | Burgring 2 Standort KG: Innere Stadt                | Dieses Gebäude besteht aus zwei Teilen: dem Café Volksgarten und der gleichnamigen Diskothek. Es wurde 1947–1952 von Oswald Haerdtl erbaut, wobei in Form der so genannten Säulenhalle (eine halbkreisförmige Kolonnade mit ionischen Säulen) Reste des Vorgängerbaus einbezogen wurden. Dieser wurde 1820–1823 von Peter von Nobile im Stil des Spätklassizismus gemeinsam mit anderen Gebäuden im Bereich des Volksgartens erbaut. | BDA-Hist.: Q37839663 Status: Bescheid Stand der BDA-Liste: 2025-06-30 Name: Ehem. Cortisches Kaffeehaus, Restaurant Volksgarten und Volksgarten Pavillon GstNr.: 30, 32/2, 32/4, 32/5 Cortisches Kaffeehaus |
| ja   | Datei hochladen | Wohnhaus HERIS-ID: 31956 Objekt-ID: 28988                                                                                                  | Canovagasse 1–5 Standort KG: Innere Stadt           | Dieses strenghistoristische Doppelhaus ist eine Erweiterung des Palais Wertheim am Schwarzenbergplatz. Es wurde 1871 von Emil von Förster in den Formen der Neu-Wiener-Renaissance erbaut. Es weist einen hohen bossierten Sockel und einen breiten Mittelrisaliten mit Balkonen auf. | BDA-Hist.: Q37945309 Status: Bescheid Stand der BDA-Liste: 2025-06-30 Name: Wohnhaus GstNr.: 1294, 1296 Canovagasse 3-5 |
| ja   | Datei hochladen | Wohnhaus HERIS-ID: 79336 Objekt-ID: 93014                                                                                                  | Canovagasse 7 Standort KG: Innere Stadt             | Identadresse Lothringer Straße 1. Dieses Eckhaus wurde 1869 von Romano/Schwendenwein erbaut, seine Fassade ist eine Fortführung der Neorenaissancefassade des Palais Ofenheim. | BDA-Hist.: Q38154265 Status: Bescheid Stand der BDA-Liste: 2025-06-30 Name: Wohnhaus GstNr.: 1297 Canovagasse 7 |
| ja   | Datei hochladen | Wohn- und Geschäftshaus HERIS-ID: 64152 Objekt-ID: 76855                                                                                   | Concordiaplatz 3 Standort KG: Innere Stadt          | Das spitzwinkelige Eckhaus entstand 1881 durch Heinrich Claus und Joseph Gross. Markant ist die Eckabschrägung, die oberhalb zweigeschoßiger Arkaden und dem gebänderten Obergeschoß durch korinthische Riesenpilaster, Giebelfenster, eine Nische mit Statue sowie einen Balkon auf reichen Konsolen gestaltet ist. Die Balustrade der Attika ist mit Adlerfiguren versehen, die Eckkuppeln mit Obelisken. | BDA-Hist.: Q38105541 Status: § 2a Stand der BDA-Liste: 2025-06-30 Name: Wohn- und Geschäftshaus GstNr.: 463/5 Concordiaplatz 3, Vienna |
| ja   | Datei hochladen | Miethaus HERIS-ID: 34396 Objekt-ID: 32652                                                                                                  | Desider-Friedmann-Platz 2 Standort KG: Innere Stadt | Das frühhistoristische Eckhaus wurde 1844 durch Carl Högl errichtet. Oberhalb des genuteten Sockels mit additiver Rundbogengliederung zeigt die Fassade in den oberen Geschoßen additive Fensterreihung mit geraden Verdachungen und dekorativen Reliefs in den Parapeten in den Hauptgeschoßen, Sohlbank- und Kordongesimse. | BDA-Hist.: Q37957751 Status: § 2a Stand der BDA-Liste: 2025-06-30 Name: Miethaus GstNr.: 520 Desider-Friedmann-Platz 2 |
| ja   | Datei hochladen | Deutschmeister-Denkmal HERIS-ID: 24527 Objekt-ID: 20925 Wien Kulturgut: 48305                                                              | Deutschmeisterplatz Standort KG: Innere Stadt       | Das mehrteilige Denkmal auf einem hohen Steinsockel wurde zum 200-jährigen Bestehen des Infanterieregiments Hoch- und Deutschmeister Nr. 4 errichtet. Der architektonische Entwurf stammt von August Weber, die Bronzeplastiken von Johannes Benk. Auf der Spitze eines Obelisken erhebt sich die Figur eines fahnenschwingenden Soldaten; Bronzereliefs erinnern an „Die Feuertaufe bei Zenta 1697“ (Vorderseite) und „Graf Soro bei Kolin 1757“ (Rückseite), Figurengruppen an den Seiten thematisieren „Der treue Kamerad 1814“ sowie „Der Grenadier von Landshut 1809“. Weitere Plastiken sind eine Allegorie der Vindobona sowie ein 1931 durch Willy Bormann geschaffener Lorbeerkranz aus Bronze für die Opfer des 1. Weltkriegs. | BDA-Hist.: Q1206383 Status: § 2a Stand der BDA-Liste: 2025-06-30 Name: Deutschmeister-Denkmal GstNr.: 1784 Deutschmeister-Denkmal |
| ja   | Datei hochladen | Wohnhaus, Polizeikommissariat HERIS-ID: 47414 Objekt-ID: 50475seit 2014                                                                    | Deutschmeisterplatz 3 Standort KG: Innere Stadt     | Identadresse Maria-Theresien-Straße 28. Das Haus wurde 1875 von Julius Dörfel erbaut. An der Fassade ist es additiv gegliedert, es weist ein Foyer mit Pilastergliederung und einen Pawlatschenhof auf. | BDA-Hist.: Q38026938 Status: Bescheid Stand der BDA-Liste: 2025-06-30 Name: Wohnhaus, Polizeikommissariat GstNr.: 1467/2 Deutschmeisterplatz 3 |
| ja   | Datei hochladen | Ehem. Mädchenschule HERIS-ID: 63629 Objekt-ID: 76303                                                                                       | Doblhoffgasse 6 Standort KG: Innere Stadt           | Das strenghistoristische Schulgebäude wurde 1877 durch Hörner & Dantine erbaut. Die Fassade des Eckhauses ist durch ionische Riesenpilaster gegliedert, oberhalb der beiden Pilasterportale befinden sich weibliche Statuen, die Schlusssteine der Rundbogenfenster im Erdgeschoß sind als Putten ausgeführt. | BDA-Hist.: Q38103914 Status: § 2a Stand der BDA-Liste: 2025-06-30 Name: Ehem. Mädchenschule GstNr.: 1527/3 Doblhoffgasse 6 |
| ja   | Datei hochladen | Wohn- und Geschäftshaus HERIS-ID: 25606 Objekt-ID: 22041                                                                                   | Domgasse 1 Standort KG: Innere Stadt                | Das frühhistoristische Wohn- und Geschäftshaus mit reich gegliederter Fassade wurde 1857/58 durch August Engelbrecht erbaut. | BDA-Hist.: Q37895245 Status: § 2a Stand der BDA-Liste: 2025-06-30 Name: Wohn- und Geschäftshaus GstNr.: 826 Domgasse 1, Vienna |
| ja   | Datei hochladen | Trienter Hof, Domherrenhof, Altes Chorherrenhaus, Studenhof HERIS-ID: 25607 Objekt-ID: 22042                                               | Domgasse 4 Standort KG: Innere Stadt                | Johann Enzenhofer errichtete 1753–1755 das monumentale spätbarocke Miethaus mit geknickter Fassade und flachem Mittelrisalit zur Domgasse. Die Portalachse ist durch Parapetdekor betont; das Korbbogenportal in einem Rokokorahmen hat noch das originale kassettierte Holztor mit originalen Beschlägen. In dem Haus wohnte Georg Hellmesberger. | BDA-Hist.: Q37895264 Status: § 2a Stand der BDA-Liste: 2025-06-30 Name: Trienter Hof, Domherrenhof, Altes Chorherrenhaus, Studenhof GstNr.: 841 Trienter Hof, Vienna |
| ja   | Datei hochladen | Mozarthaus, Figarohaus, Camesinahaus HERIS-ID: 25608 Objekt-ID: 22043                                                                      | Domgasse 5 Standort KG: Innere Stadt                | Das barocke Bürgerhaus wurde Ende des 17. Jahrhunderts erbaut und 1716 durch Andrea Simone Carova umgestaltet. Die Fassade ist durch Doppelachsen geprägt, die durch Putzfelder senkrecht zusammengefasst sind. Seitlich befanden sich je ein Korbbogenportal mit Schlussstein, die heute vermauert sind (ein neuer Zugang wurde durch ein vergrößertes Fenster im Erdgeschoß geschaffen). In dem Haus wohnten Wolfgang Amadeus Mozart (1784–1787; die Wohnung ist als einzige von Mozarts Wohnungen in Wien erhalten geblieben) sowie Johann Baptist von Lampi. | BDA-Hist.: Q387667 Status: Bescheid Stand der BDA-Liste: 2025-06-30 Name: Mozarthaus, Figarohaus, Camesinahaus GstNr.: 828 Mozarthaus Vienna |
| ja   | Datei hochladen | Kleiner Bischofshof, Zur Maria Pötsch, Zur roten Rose, Zum grünen Kranz HERIS-ID: 25609 Objekt-ID: 22044                                   | Domgasse 6 Standort KG: Innere Stadt                | Das Bürgerhaus stammt im Kern aus dem 16. Jahrhundert und wurde 1760/61 durch Matthias Gerl in großem Stil umgebaut. 1860 wurde weitere Adaptierungen vorgenommen. Die Hauptzone der Fassade ist durch Riesenpilaster im Risalit sowie schlichte Fensterrahmungen mit geraden und geschwungenen Verdachungen gestaltet. Über dem zentralen Fenster der Beletage befindet sich eine reiche Medaillonkartusche mit seitlich angeordneten türkischen Trophäen sowie eine Inschriftenkartusche mit der Jahreszahl 1761. | BDA-Hist.: Q37895288 Status: Bescheid Stand der BDA-Liste: 2025-06-30 Name: Kleiner Bischofshof, Zur Maria Pötsch, Zur roten Rose, Zum grünen Kranz GstNr.: 840 Domgasse 6, Vienna |
| ja   | Datei hochladen | Wohnhaus HERIS-ID: 25610 Objekt-ID: 22045                                                                                                  | Domgasse 8 Standort KG: Innere Stadt                | Das 1913 durch Julius Nell errichtete Wohn- und Geschäftshaus ist in neobarocken und secessionistischen Formen gestaltet. Die Sockelzone ist als Terrasse mit Balustrade und Arkadenfenstern ausgeführt, die Hauptzone mit einrahmenden Riesenpilastern und erkerartigen Fensterachsen ist zurückgesetzt; über einem Gesims befindet sich ein Attikageschoß mit Fensterbalkonen und seitlichem halbplastischem Vasendekor sowie einem übergiebelten Ateliergeschoß. Eine Gedenktafel erinnert an Georg Franz Kolschitzky. | BDA-Hist.: Q37895304 Status: Bescheid Stand der BDA-Liste: 2025-06-30 Name: Wohnhaus GstNr.: 839 Domgasse 8, Vienna |
| ja   | Datei hochladen | Dominikanerbastei HERIS-ID: 79916 Objekt-ID: 93619                                                                                         | vor Dominikanerbastei 1 Standort KG: Innere Stadt   | Die Bastei ist ein erhalten gebliebener Rest der ab 1858 abgerissenen Stadtmauer, nach ihr ist auch die gleichnamige Straße benannt. | BDA-Hist.: Q114702537 Status: Bescheid Stand der BDA-Liste: 2025-06-30 Name: Dominikanerbastei GstNr.: 1744/6 Dominikanerbastei (bastion) |
| ja   | Datei hochladen | Miethaus HERIS-ID: 79933 Objekt-ID: 93638seit 2015                                                                                         | Dominikanerbastei 5 Standort KG: Innere Stadt       | Das Haus ist Teil eines frühhistoristischen Komplexes aus drei Häusern mit leicht variierenden Fassaden Ecke Dominikanerbastei/Predigergasse und wurde 1856 von Leopold Mayr erbaut. | BDA-Hist.: Q38172310 Status: Bescheid Stand der BDA-Liste: 2025-06-30 Name: Miethaus GstNr.: 789 Dominikanerbastei 5, Vienna |
| ja   | Datei hochladen | Ehem. Palais Bartolotti-Partenfeld HERIS-ID: 33313 Objekt-ID: 30727                                                                        | Dorotheergasse 2–4 Standort KG: Innere Stadt        | Dieses bemerkenswerte barocke Stadtpalais wurde um 1720, wahrscheinlich von Johann Lucas von Hildebrandt erbaut. Die Fassade ist mehrfach geknickt und auf die Dorotheergasse ausgerichtet, während am Graben nur vier Achsen zu sehen sind. Oberhalb eines genuteten Sockels mit zwei von Hermenpilastern eingerahmten Korbbogenportalen befinden sich die durch ein Kordongesims geteilten Obergeschoße. Die Fensterdachungen sind rhythmisiert angeordnet und aufwändig gestaltet. Im ersten grabenseitigen Obergeschoß befindet sich in einer Rundnische die Steinskulptur einer Madonna mit Kind. | BDA-Hist.: Q875280 Status: Bescheid Stand der BDA-Liste: 2025-06-30 Name: Ehem. Palais Bartolotti-Partenfeld GstNr.: 1127/1, 1127/2 Palais Bartolotti-Partenfeld |
| ja   | Datei hochladen | Graben-Hotel HERIS-ID: 30446 Objekt-ID: 27191                                                                                              | Dorotheergasse 3 Standort KG: Innere Stadt          | Die Fassade des späthistoristischen, in neobarocken Formen gestalteten Wohnhauses (erbaut 1913, Architekt: Carl Stephann) wird von zwei Atlantenreliefs, die einen geschwungenen Mittelerker tragen, dominiert; ein Mittelrisalit wird im zweiten Obergeschoß von Vasen flankiert. Eine Gedenktafel erinnert an die Literaten Peter Altenberg, Franz Kafka und Max Brod, die hier verkehrten. | BDA-Hist.: Q37933998 Status: Bescheid Stand der BDA-Liste: 2025-06-30 Name: Graben-Hotel GstNr.: 1125 Graben Hotel, Vienna |
| ja   | Datei hochladen | Westermannhäuser HERIS-ID: 31404 Objekt-ID: 28350                                                                                          | Dorotheergasse 5 Standort KG: Innere Stadt          | Emil Hoppe, Otto Schönthal und Marcel Kammerer schufen 1912–1915 die spätsecessionistischen Wohn- und Geschäftshäuser Dorotheergasse 5 und 7, deren Fassaden moderne Strukturen mit klassizistischen Dekorelementen verbinden. Ein weit vorkragendes Kordongesims trennt das Fensterband des ersten Obergeschoßes (mit pfeilergegliederten Fenstergruppen und Wandfeldern mit Stuck in Pflanzendekor) von der Oberzone mit tief sitzenden, von Rundstäben gegliederten Fenstern zwischen ähnlich gegliederten polygonal vortretenden Bay windows, Attikageschoß und darüber weit vorkragendem Palmettengesims. | BDA-Hist.: Q37942088 Status: Bescheid Stand der BDA-Liste: 2025-06-30 Name: Westermannhäuser GstNr.: 1124/1 Westermannhäuser |
| ja   | Datei hochladen | Wohn- und Geschäftshaus, Westermannhäuser HERIS-ID: 30776 Objekt-ID: 27542                                                                 | Dorotheergasse 7 Standort KG: Innere Stadt          | Die dem Straßenverlauf angepasst leicht gekrümmte Fassade ist oberhalb der veränderten Sockelzone zweigeteilt: Im ersten bis dritten Obergeschoß dominieren geriffelte Lisenen zwischen dreiteiligen durch Pfeiler gegliederten Fenstern, während oberhalb des trennenden Kordongesimses zweigeschoßige polygonale Erker angeordnet sind. Nach oben ist die Fassade durch ein weit vorkragendes Kranzgesims abgeschlossen. | BDA-Hist.: Q37937595 Status: Bescheid Stand der BDA-Liste: 2025-06-30 Name: Wohn- und Geschäftshaus, Westermannhäuser GstNr.: 1122/1 Westermannhäuser |
| ja   | Datei hochladen | Ehem. Palais Starhemberg, Colloredo-Freihaus HERIS-ID: 33314 Objekt-ID: 30728                                                              | Dorotheergasse 9 Standort KG: Innere Stadt          | Das ab 1640 erbaute frühbarocke Palais wurde nach 1702 vermutlich durch Matthias Steinl erweitert und erhielt eine neue Fassade. Eine Adaptierung der Fassade erfolgte 1896 durch Fritz Rumpelmayer. Im genuteten Sockel ist das geschichtete toskanische Pilasterportal (Holztor mit Löwenmasken von 1896) angeordnet. Die Fenster in den Obergeschoßen haben gerade Verdachungen und sind durch Parapetputzfenster senkrecht verbunden; am Mittelrisalit befinden sich korinthische Riesenpilaster und die dortigen Fenster der Beletage haben abwechselnd Knick- und Bogengiebelverdachungen. | BDA-Hist.: Q2047183 Status: Bescheid Stand der BDA-Liste: 2025-06-30 Name: Ehem. Palais Starhemberg, Colloredo- Freihaus GstNr.: 1120 Palais Starhemberg an der Dorotheergasse |
| ja   | Datei hochladen | Palais Dietrichstein/Gräflich Worcellsches Haus HERIS-ID: 33315 Objekt-ID: 30737                                                           | Dorotheergasse 10 Standort KG: Innere Stadt         | Das hochbarocke Bürgerhaus wurde ab 1698 an der Stelle des Gartens des ehemaligen Dietrichstein’schen Freihauses erbaut. Ab 1825 gehörte es der Gräfin Marcelline von Worcell, Mitte des 19. Jahrhunderts dem Hofzuckerbäcker August Dehne. Seit 1873 ist es Sitz des Musikalienverlags Ludwig Doblinger. Das Erdgeschoß nimmt die 1904 entworfene Geschäftsverkleidung ein, die durch das Korbbogenportal mit über Eck gestellten gebänderten ionischen Pfeilern geteilt wird. Die Fenster des Obergeschoßes sind senkrecht durch Parapetfelder verbunden und haben plastische Verdachungen; über dem Fenster der Beletage in der Mittelachse befindet sich ein durch Vasen und Cherubköpfe gerahmtes Relief der Madonna. 1912 wurde Obergeschoße in angeglichenen Formen aufgestockt. Der andere Teil des Palais befindet sich in der Bräunerstraße. | BDA-Hist.: Q1640733 Status: Bescheid Stand der BDA-Liste: 2025-06-30 Name: Palais Dietrichstein/Gräflich Worcellsches Haus GstNr.: 1132 Palais Dietrichstein (Dorotheergasse) |
| ja   | Datei hochladen | Jüdisches Museum, ehem. Palais Náko HERIS-ID: 33319 Objekt-ID: 30741                                                                       | Dorotheergasse 11 Standort KG: Innere Stadt         | An Stelle eines mittelalterlichen herzoglichen Kanzleigebäudes wurde in der zweiten Hälfte des 16. Jahrhunderts ein adeliges Freihaus erbaut und 1828–1830 spätklassizistisch umgestaltet. Dementsprechend präsentiert es sich mit spätklassizistischer Fassade mit übergiebeltem Mittelrisalit, Riesenpilastern in den Obergeschoßen sowie gerade verdachten Fenstern in der Beletage. Im Giebel befindet sich das Wappen des Grafen Nákó. Das späthistoristische Portal (aus 1895) ist in neobarocken Formen ausgeführt und wird von einem schmiedeeisernen Vordach geschützt. Das Gebäude beherbergt seit 1987 das Jüdische Museum Wien und wurde dazu 1995/96 durch das Architektenbüro Eichinger oder Knechtl umgestaltet. | BDA-Hist.: Q2046970 Status: Bescheid Stand der BDA-Liste: 2025-06-30 Name: Jüdisches Museum, ehem. Palais Náko GstNr.: 1118/1 Palais Eskeles |
| ja   | Datei hochladen | Gatterburg’sches Freihaus/ehem. Palais Dietrichstein HERIS-ID: 33320 Objekt-ID: 30746                                                      | Dorotheergasse 12 Standort KG: Innere Stadt         | Das hochbarocke Palais wurde ab 1698 durch Christian Alexander Oedtl erbaut; seit 1781 war es Sitz der Freimaurerloge „Zur wahren Eintracht“ und 1918–1985 der Großloge von Österreich. | BDA-Hist.: Q2046982 Status: Bescheid Stand der BDA-Liste: 2025-06-30 Name: Gatterburg'sches Freihaus/ehem. Palais Dietrichstein GstNr.: 1135 Palais Gatterburg, Vienna |
| ja   | Datei hochladen | Evang.-reformierte Stadtkirche H.B. mit Pfarrhaus HERIS-ID: 47466 Objekt-ID: 50543                                                         | Dorotheergasse 16 Standort KG: Innere Stadt         | Dieser frühklassizistische Sakralbau wurde 1783/84 von Gottlieb Nigelli anstelle des Wirtschaftshofes des Königinklosters erbaut. Die neobarocke Turmfassade mit toskanischen Pilastern und Segmentgiebel über der Portalachse stammt von Ignaz Sowinski aus dem Jahr 1887. Im Inneren ist die Kirche von straßenseitigen Gängen ummantelt und überkuppelt, er weist seitliche Emporien und im Osten eine Apsis auf. Die Kanzel und der Abendmahltisch sind bedeutende Beispiele frühklassizistischer Ausstattung. | BDA-Hist.: Q875758 Status: § 2a Stand der BDA-Liste: 2025-06-30 Name: Evang.-reformierte Stadtkirche H.B. mit Pfarrhaus GstNr.: 1164, 1165 Reformed City Church, Vienna |
| ja   | Datei hochladen | Sog. Kielmansegg-Mauer mit Bauplastik, Epitaphen und Grabmälern HERIS-ID: 33322 Objekt-ID: 30749                                           | Dorotheergasse 17 Standort KG: Innere Stadt         | Diese Mauer ist eine Sammlung von Architekturfragmenten und Grabsteinen des Chorherrenstiftes St. Dorothea, das vor 1898 an Stelle dieses Gebäudes stand. | BDA-Hist.: Q37951415 Status: Bescheid Stand der BDA-Liste: 2025-06-30 Name: Sog. Kielmansegg-Mauer mit Bauplastik, Epitaphen und Grabmälern GstNr.: 1172 |
| ja   | Datei hochladen | Evang. Pfarrkirche A.B., Wien-Innere Stadt mit Pfarrhaus, ehem. Königin- /Clarissinnenkirche und -kloster HERIS-ID: 33323 Objekt-ID: 30751 | Dorotheergasse 18 Standort KG: Innere Stadt         | Die Kirche wurde 1582/83 nach Plänen von Pietro Ferrabosco als Kirche des Königinklosters erbaut. Nach dessen Aufhebung wurde die Kirche 1783 zu einer lutherischen Kirche gemäß den Toleranzpatenten, die Fassade wurde 1876 und 1907 noch einmal verändert. Über gebändertem Sockel ist die Oberzone rustiziert, der dreiachsige Mittelrisalit weist ein toskanisches Pilasterportal und einen Dreiecksgiebel mit Konsolen auf. Auch an den seitlichen Portalen sind toskanische Pilaster zu finden. Im Inneren ist die Renaissancesaalkirche noch zu erkennen, in der Vierung zu den querschiffartigen Erweiterungen ist sie kreuzgratgewölbt. Das Pfarrhaus schließt nordöstlich an die Kirche an, der Renaissancebau hat eine Fassade aus dem Jahr 1783 im josephinischen Plattenstil. | BDA-Hist.: Q666637 Status: § 2a Stand der BDA-Liste: 2025-06-30 Name: Evang. Pfarrkirche A.B., Wien-Innere Stadt mit Pfarrhaus, ehem. Königin- /Clarissinnenkirche und -kloster GstNr.: 1167, 1166 Lutheran City Church |
| ja   | Datei hochladen | Stubenbastei HERIS-ID: 32295 Objekt-ID: 29370                                                                                              | Dr.-Karl-Lueger-Platz Standort KG: Innere Stadt     | 1985–1987 wurden Fundamente der ehemaligen Stadtmauer freigelegt, insbesondere die 1555–1566 erbaute Stubenbastei mit dem Stubentor. 1991 wurden sie in den Eingang der U-Bahn-Station Stubentor integriert. | BDA-Hist.: Q2358079 Status: § 2a Stand der BDA-Liste: 2025-06-30 Name: Stubenbastei GstNr.: 1744/22, 790/77 Stubentor |
| ja   | Datei hochladen | Dr. Karl Lueger-Denkmal mit Einfriedung HERIS-ID: 6124 Objekt-ID: 1999 Wien Kulturgut: 48297                                               | Dr.-Karl-Lueger-Platz Standort KG: Innere Stadt     | Das Denkmal für den Wiener Bürgermeister Karl Lueger wurde 1913–1916 vom Bildhauer Josef Müllner geschaffen, sollte ursprünglich auf dem Rathausplatz aufgestellt werden und wurde schließlich am jetzigen Standort errichtet. | BDA-Hist.: Q64512721 Status: § 2a Stand der BDA-Liste: 2025-06-30 Name: Dr. Karl Lueger-Denkmal mit Einfriedung GstNr.: 790/77 Lueger-Denkmal |
| ja   | Datei hochladen | Ehem. Palais Klein HERIS-ID: 73735 Objekt-ID: 87087                                                                                        | Dr.-Karl-Lueger-Platz 2 Standort KG: Innere Stadt   | 1867 erbaute der Architekt Carl Tietz den dreitraktigen Bau für die Industriellenfamilie Klein. Der Hintertrakt wurde 1945 zerstört. Das streng historistische Palais ist in der Form der Neorenaissance gestaltet. Der Säulenportikus des Rundbogenportals wurde 1958 abgetragen und die seitlichen Figurennischen wurden zu Eingängen ausgebrochen. Die Figuren im Spandrille sind verschwunden. 1989 wurde das Palais renoviert. | BDA-Hist.: Q2047040 Status: Bescheid Stand der BDA-Liste: 2025-06-30 Name: Ehem. Palais Klein GstNr.: 1357 Palais Klein |
| ja   | Datei hochladen | Ehemalige Post- und Telegraphendirektion Wien HERIS-ID: 32296 Objekt-ID: 29371                                                             | Dr.-Karl-Lueger-Platz 5 Standort KG: Innere Stadt   | An der Nordseite des Platzes entstand 1902–1903 zwischen Dominikanerbastei und Biberstraße, auf drei Seiten freistehend, das späthistoristische Gebäude der Post- und Telegraphendirektion nach Plänen von Leopold Simony. Einflüsse von Otto Wagner sind unübersehbar. Über die abgerundeten Hausecken führen Balkone. Am Portal befindet sich ein bemerkenswertes Schmiedeeisentor. | BDA-Hist.: Q64512723 Status: Bescheid Stand der BDA-Liste: 2025-06-30 Name: Post- und Telegraphendirektion Wien GstNr.: 790/5 Dr.-Karl-Lueger-Platz 5 |
| ja   | Datei hochladen | Palais Epstein HERIS-ID: 47411 Objekt-ID: 50471seit 2012                                                                                   | Dr.-Karl-Renner-Ring 1 Standort KG: Innere Stadt    | Das Palais Epstein ist ein Ringstraßenpalais im Neorenaissance-Stil, das 1868–1871 von Theophil Hansen erbaut wurde. Der Baublock ist viergeschoßig, über einem rustizierten Sockel erheben sich die Obergeschoße und ein reich geschmücktes Attikageschoß. Das Portal wird von vier Karyatiden (gestaltet von Vincenz Pilz) flankiert, die den Beletagebalkon tragen. Im Inneren gibt es bedeutende Ausstattungsmalerei von Carl Rahl, Eduard Bitterlich und Christian Griepenkerl. | BDA-Hist.: Q2046959 Status: Bescheid Stand der BDA-Liste: 2025-06-30 Name: Palais Epstein GstNr.: 1549, 1551 Palais Epstein |
| ja   | Datei hochladen | Republikdenkmal HERIS-ID: 79774 Objekt-ID: 93470 Wien Kulturgut: 60979                                                                     | Dr.-Karl-Renner-Ring Standort KG: Innere Stadt      | Die Einweihung fand am 12. November 1928, dem zehnten Jahrestag der Ausrufung der Ersten Republik statt. Im Zuge der Etablierung des Austrofaschismus wurde es zunächst mit Kruckenkreuzfahnen und einem Porträt von Engelbert Dollfuß überhängt, schließlich 1934 abgetragen und in der Stadionhalle gelagert. Zum 30. Jahrestag der Republiksgründung 1948 wurde es wieder aufgebaut. Das Denkmal besteht aus Büsten der drei Sozialdemokraten Jakob Reumann, Victor Adler und Ferdinand Hanusch, die jeweils auf einem Sockel ruhen. Dahinter befinden sich drei senkrecht stehende rechteckige Granitquader, auf denen waagrecht ein vierter Quader mit der eingravierten Inschrift „Der Erinnerung an die Errichtung der Republik am 12. November 1918“ liegt, wobei die Worte „Errichtung der Republik“ größer geschrieben sind als der Rest. Das Denkmal steht auf einer leicht erhöhten Plattform und ist über drei Stufen erreichbar. Links und rechts der Stufen befinden sich zwei niedrigere Quader, auf die am 12. November jeden Jahres Blumengestecke gestellt werden. Die Büsten wurden von den Bildhauern Franz Seifert (Reumann), Anton Hanak (Adler) und Mario Petrucci (Hanusch; nach einem Entwurf von Carl Wollek) geschaffen. | BDA-Hist.: Q133495 Status: § 2a Stand der BDA-Liste: 2025-06-30 Name: Republikdenkmal GstNr.: 1804/2 Republikdenkmal |
| ja   | Datei hochladen | Pallas Athene und Rampe HERIS-ID: 83957 Objekt-ID: 98017 Wien Kulturgut: 47977                                                             | Dr.-Karl-Renner-Ring 3 Standort KG: Innere Stadt    | Der von Theophil Hansen entworfene Pallas-Athene-Brunnen vor dem Parlament wurde erst 1898 bis 1902 erbaut, obwohl die Pläne schon seit 1870 bestanden. Allegorisch stellen die vier liegenden Figuren die wichtigsten Flüsse Altösterreichs dar: vorne die von Hugo Haerdtl gestaltete Donau als Frau und der Inn als bärtiger Mann, die Elbe und die Moldau hinten. Darüber befinden sich zwei von Josef Tautenhayn geschaffene Frauenfiguren, die die gesetzgebende und die vollziehende Gewalt darstellen. In der Mitte des symmetrisch angelegten Brunnens befindet sich auf einer Säule die von Carl Kundmann entworfene, vier Meter hohe Figur der Pallas Athene, der griechischen Göttin der Weisheit. Sie hält in der linken Hand einen Speer, in der rechten die Nike. | BDA-Hist.: Q18629666 Status: § 2a Stand der BDA-Liste: 2025-06-30 Name: Pallas Athene und Rampe GstNr.: 1524/2 Pallas Athena statue, Vienna |
| ja   | Datei hochladen | Parlamentsgebäude HERIS-ID: 33312 Objekt-ID: 30708                                                                                         | Dr.-Karl-Renner-Ring 3 Standort KG: Innere Stadt    | Das Parlamentsgebäude – Theophil Hansens bedeutendstes Werk – wurde 1871–1883 in der Architektur des Strengen Historismus, nämlich in gräzisierendem Stil verbunden mit Formen der Neorenaissance für die beiden Kammern des Parlaments der österreichischen Reichshälfte Österreich-Ungarns erbaut. Der Monumentalbau besteht aus zwei Baublöcken für die halbkreisförmigen Sitzungssäle der beiden Kammern, die einander symmetrisch zugeordnet und durch einen Mitteltrakt als gemeinsamen Eingangsbereich miteinander verbunden sind. An der Außenfassade wurde ein umfangreiches historistisches Skulpturenprogramm umgesetzt. | BDA-Hist.: Q702121 Status: Bescheid Stand der BDA-Liste: 2025-06-30 Name: Parlamentsgebäude GstNr.: 1524/2 Austrian Parliament Building |
| ja   | Datei hochladen | Bürgerhaus, Haus Zu den fünf Kronen HERIS-ID: 33324 Objekt-ID: 30752                                                                       | Drahtgasse 3 Standort KG: Innere Stadt              | Der an drei Seiten frei stehende Baublock entstand 1724, wobei fünf Bauparzellen zusammengefasst wurden. Die hochbarocke Bürgerhausfassade weist über einem genuteten Sockel mit Korbbogenportal (das noch die originale Holztüre besitzt) geschoßweise unterschiedliche, durch flach profilierte Parapete verbundene Fensterformen zwischen vertikalen Wandfeldern auf. In der Beletage ruht auf Konsolen ein Balkon, dessen gebauchtes Schmiedeeisengitter durch fünf Kronen verziert ist. Die Seitenfassaden zur Drahtgasse und zum Ledererhof sind schlichter ausgeführt. Im Innenhof befinden sich teilweise erneuerte Pawlatschen, zum Teil noch mit originalen Geländern. | BDA-Hist.: Q37951424 Status: Bescheid Stand der BDA-Liste: 2025-06-30 Name: Bürgerhaus, Haus Zu den fünf Kronen GstNr.: 344 Drahtgasse 3 |